# دوره ادو
دوره ادو (به ژاپنی: 江戸時代, Edo jidai) بخشی از تاریخ دوران پیشامدرن ژاپن است که از سال ۱۶۰۳ تا ۱۸۶۸ میلادی را در بر می‌گیرد. این دوره همچنین با نام دوره توکوگاوا نیز شناخته می‌شود. توکوگاوا ایه‌یاسو در سال ۱۶۰۳ قدرت را در دست گرفت و شوگون‌سالاری توکوگاوا را بنیان‌گذاری کرد. در پایه‌گذاری شوگون‌سالاری توکوگاوا، توکوگاوا ایه‌یاسو بیشترین بهره را از تلاش‌های اودا نوبوناگا و تویوتومی هیده‌یوشی برد و حکومتی را سامان داد که پانزده نسل قدرت را در اختیار داشت. او مرکز فرمانروایی خود را ادو (توکیوی امروزی) قرار داد. در این دوره کشور در میان بیش از دویست دایمیو تقسیم شده بود. در دوره ادو سامورایی‌ها بالاتر از کشاورزان و صنعتگران و بازرگانان، که مردم عادی به‌شمار می‌آمدند، قرار گرفتند. شوگون‌سالاران ادو تحت عنوان تجمل‌ستیزی قانون‌هایی را علیه مدل مو، لباس و آویزه‌های اضافی به تصویب رساندند.
در سال ۱۶۰۰، توکوگاوا ایه‌یاسو در نبرد سکیگاهارا غلبه کرد و در سال ۱۶۰۳ توسط امپراتور گو-یوزی عنوان «شوگون» به او داده شد. ایه‌یاسو دو سال بعد به نفع پسرش توکوگاوا هیده‌تادا استعفا داد، اما قدرت را حفظ کرد و رقیب اصلی او، تویوتومی هیده‌یوری را در محاصره اوساکا در سال ۱۶۱۵ شکست داد. صلح عموماً از این زمان به بعد حاکم شد و وجود سامورایی‌ها را تا حد زیادی زائد کرد. شوگون‌های توکوگاوا به سیاست‌های ایه‌یاسو برای انطباق، از جمله رسمی کردن طبقات اجتماعی در جامعه ادو ادامه دادند. تا سال ۱۶۳۹، همه خارجی‌ها تحت سیاست ساکوکو اخراج شدند، به استثنای بازرگانان هلندی در جزیره دجیما در ناگاساکی، و یک دوره انزوا آغاز شد. از سال ۱۶۳۵، دایمیوها مجبور بودند سال‌های متناوبی را در پایتخت ادو بگذرانند، جایی که خانواده‌شان ملزم به اقامت دائم بودند، این سیستم سانکین کوتای نام داشت و هدف از آن کنترل دایمیوها توسط شوگون‌سالاری بود.
دوره ادو برخاسته با صلح و ثبات طولانی، شهرنشینی و رشد اقتصادی، نظم اجتماعی سختگیرانه، انزواطلبی سیاست‌های خارجی، و لذت مردمی از هنر ژاپنی و فرهنگ ژاپنی مشخص می‌شود. در دوره ادو، بازرگانان بسیار رونق گرفتند و پایه و اساس مجتمع‌های تجاری یا زایباتسو بعدی ژاپن را بنا نهادند. با وجود محدودیت‌های عمومی در سفر در داخل کشور، صفوف رفت و برگشت دایمیوها به ادو، شبکه‌ای از جاده‌ها و مسافرخانه‌ها را توسعه داد. فرهنگی عوامانه در ادو و شهرهایی مانند اوساکا و کیوتو پدیدار شد و اشکال هنری مانند کابوکی و اوکی‌یو-ئه شکوفا شدند. دانشمندان ژاپنی مکتب‌های فلسفی مانند شوشین-گاکو را ایجاد کردند و سامورایی‌ها که اکنون عمدتاً به عنوان کار در امور اداری استخدام می‌شوند، قانون اخلاقی خود را در قانون بوشیدو رسمی‌سازی کردند. در سال ۱۸۵۳، اردوکشی ناخدا پری به ژاپن توسط متیو سی. پری رخ داد که آغاز دوره باکوماتسو (پایان قدرت شوگون‌سالاری) بود. دوره ادو در سال ۱۸۶۸ با بازسازی می‌جی و جنگ بوشین به پایان رسید که حکومت امپراتوری را به ژاپن بازگرداند.

## دوره اولیه و آغازین (۱۶۹۰–۱۶۰۳)

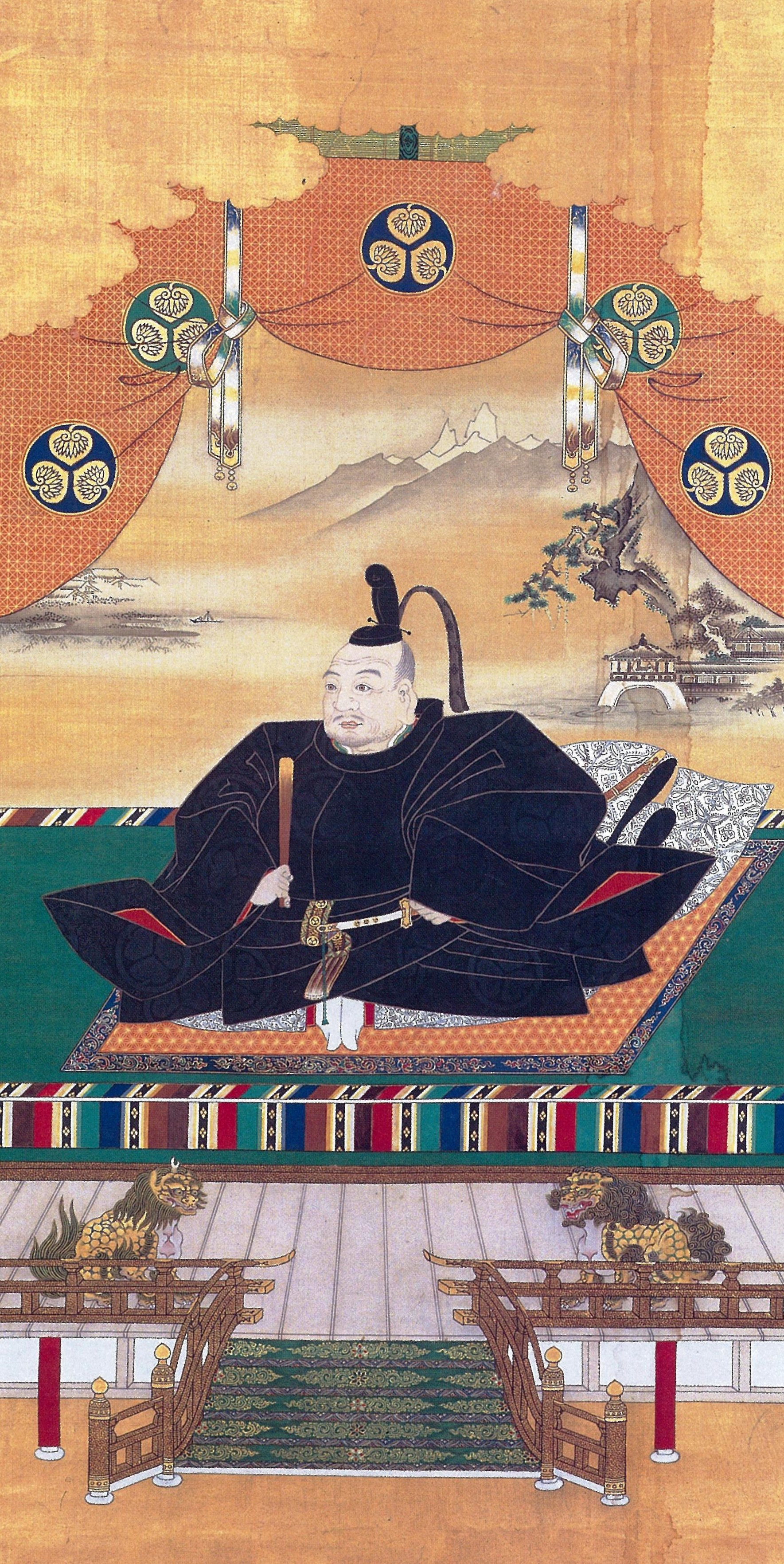
توکوگاوا ایه‌یاسو

دوره ادو به مدت دو قرن و نیم به طول انجامید. در این مدت اگر چه چندین شورش دهقانی و ناآرامی‌های گذرا پیش آمد اما به‌طورکلی حال و هوای صلح و آرامش و ثبات ویژگی این دوران بود. در سال ۱۶۰۳ و در سن ۶۰ سالگی، توکوگاوا ایه‌یاسو به شوگون تبدیل شد و یک شوگون‌سالاری در قلمرو خود، شهر ادو، جایی که شوگون‌سالاری ادو (شوگون‌سالاری توکوگاوا) متولد شد، تأسیس کرد. او به آشفتگی سیاسی پس از مرگ تویوتومی هیده‌یوشی پایان داد و در میان سایر سیاست‌ها، بر ترویج صنعت و آموزش تمرکز کرد، در حالی که نیروهای خاندان تویوتومی را در محاصره اوساکا از بین برد. او همچنین شورش بعدی شورش شیمابارا را سرکوب کرد و به ناآرامی‌های سیاسی که از دوره هی‌آن به مدت تقریباً ۷۰۰ سال ادامه داشت، پایان داد. برای ۲۰۰ سال یا بیشتر، پایه‌های یک دولت پایدار بلندمدت تأسیس شد و وضعیت صلح در ژاپن برقرار شد.
شوگون‌سالاری توکوگاوا برنج را به عنوان واحد پول خود ککو برگزید. یک ککو برنج (حدود ۱۵۰ کیلوگرم) به اندازه‌ای بود که برای تغذیه یک مرد برای یک سال کافی دانسته می‌شد. ارزش اقتصادی تمام زمین‌های سراسر کشور، شامل شالیزارها، مزارع و مناطق مسکونی، بر اساس تعداد ککو برنجی که می‌توانست از آن استخراج شود، تخمین زده می‌شد و مالیات برنج بر اساس آن جمع‌آوری می‌شد و منبع درآمدی برای شوگون‌سالاری و حوزه‌های مختلف فئودالی فراهم می‌کرد. گفته می‌شود کل محصول برنج در ژاپن ۳۰ میلیون ککو بوده است، اما برداشت واقعی برنج احتمالاً حدود ۲۴ میلیون ککو یا ۳٫۶ میلیون تن بوده است. در آن زمان، یک ککو برنج به قیمت یک ریو (سکه طلا) فروخته می‌شد، بنابراین اگر یک ریو را به ارزش پولی فعلی تقریباً ۱۳۰٬۰۰۰ ین تبدیل شود، ارزش کل تولید برنج ۳ تریلیون ین خواهد بود. اگر فرض کنیم که مالیات سالانه ۴۰٪ از آن مبلغ بوده است، درآمد شوگون‌سالاری و حوزه‌های مختلف فئودالی ۱٫۲ تریلیون ین می‌شد. نظام سیاسی مبتنی بر بنیان اقتصادی برداشت برنج، تا زمان اصلاحات میجی ادامه یافت.

### از سیاست درهای باز تا انزوا

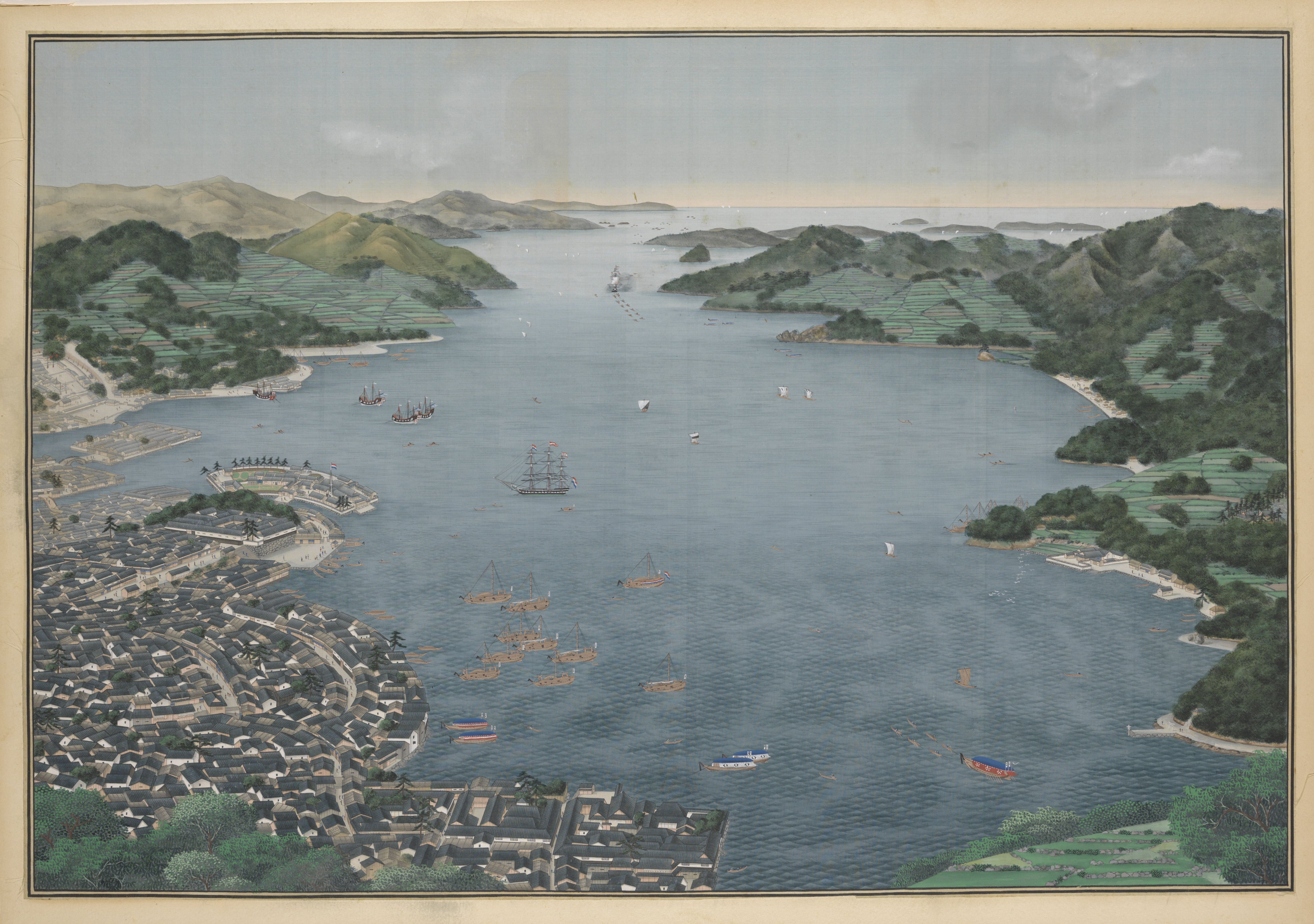
تصویری از خلیج ناگاساکی و جزیره دجیما در طرف مرکز متمایل به چپ

آغاز دوره ادو هم‌زمان با آخرین دهه از دوره تجاری نانبان بود. در طول دوره نانبان رابطه تجاری و مذهبی با قدرت‌های اروپایی قوی‌تر از همیشه بود. در این زمان شوگون‌سالاری توکوگاوا با مشکل تازه‌ای به نام مسیحیت روبرو شد و در صدد کنترل دایمیوهای مسیحی و روابط تجاری آن‌ها با اروپایی‌ها برآمد. ورود مسیحیت نیز تأثیر عمیقی بر ژاپن گذاشت. در اوایل دهه ۱۵۹۰، تخمین زده می‌شد که ۲۱۵٬۰۰۰ مسیحی ژاپنی وجود داشته باشد.
از عوامل تیره شدن روابط ژاپن با مسیحیان و کشورهای اروپایی رخ دادن رویداد شورش شیمابارا بود. این شورش یکی از تعداد انگشت شماری موارد ناآرامی جدی در طول دوره نسبتاً صلح‌آمیز شوگون‌سالاری توکوگاوا بود. در پی ساخت یک قلعه جدید در شیمابارا، به نام قلعه شیمابارا توسط ماتسوکورا شیگه‌ماسا مالیات‌ها به شدت در این ناحیه افزایش پیدا کرد، که باعث ایجاد خشم در دهقانان محلی و رونینها (سامورایی‌های بدون ارباب) شد. آزار و اذیت مذهبی کاتولیک‌های محلی نیز عاملی برای تشدید نارضایتی بود که در ۱۶۳۷ به شورش تبدیل شد. شوگون‌سالاری توکوگاوا نیرویی متشکل از ۱۲۵٫۰۰۰ سرباز به سرکوب شورشیان فرستاد و پس از محاصره طولانی ۴ ماهه علیه شورشیان در قلعه هارا، آن‌ها را شکست داد. از آنجا که شوگون‌سالاری مشکوک بدین بود که اروپا و کلیسای کاتولیک در گسترش شورش دست داشته‌اند، معامله گران پرتغالی به خارج از کشور رانده شدند. در سال ۱۶۳۹ سیاست انزوای ملی یا ساکوکو در کشور به اجرا گذاشته شد. همچنین ممنوعیت دین مسیحی پس از آن به‌شدت به اجرا گذاشته شد، و تنها مسیحیان پنهان در کشور توانستند جان سالم به در ببرند. «ساکوکو» رایج‌ترین نام برای سیاست خارجی  انزواطلبانه ژاپن (از ۱۶۰۳ تا ۱۸۶۸) است، تحت این سیاست روابط و تجارت بین ژاپن و سایر کشورها به شدت محدود شد و تقریباً ورود همه اتباع خارجی به ژاپن ممنوع شد، همچنین از خروج مردم عادی ژاپن از کشور جلوگیری می‌شد. این سیاست توسط دولت شوگون‌سالاری و تحت فرمان سومین شوگون، توکوگاوا ایه‌میتسو (از طریق تعدادی فرمان و سیاست از سال ۱۶۳۳ تا ۱۶۳۹) وضع شد.
پرتغالی‌ها تنها اروپایی‌هایی نبودند که در ژاپن تجارت برقرار کردند. اولین کشتی هلندی در سال ۱۶۰۰ وارد شد و در سال ۱۶۰۹ کمپانی هند شرقی هلند یک کارخانه (منطقه بازرگانی) در هیرادو تأسیس کرد. پس از اخراج پرتغالی‌ها در سال ۱۶۳۹، هلندی‌ها تنها اروپایی‌هایی بودند که اجازه ماندن در ژاپن را داشتند. آنها مجبور شدند به دجیما نقل مکان کنند و در آنجا تحت نظارت دقیق قرار گرفتند.
سیاست حکمرانان در منع مسیحیت و بستن دروازه‌های ژاپن به روی جهان خارج، در پی گسترش مبلغان مسیحی در اوایل قرن هفدهم و از بیم آن که اینان زمینه‌ساز استعمار و استثمار غرب باشد در تحولات این دوره از تاریخ ژاپن اثر عمده داشت. ساکوکو به معنی کشور بسته یا در ترجمه واژه‌به‌واژه به معنای کشور در زنجیر یا با ارفاق بسیار به معنای سیاست درهای بسته است. ساکوکو سیاستی بود که در ژاپن در دوره ادو از سوی استبداد نظامی توکوگاوا اعمال می‌شد و هدف آن محدود و ممنوع کردن ارتباط و تجارت مردمان کشور ژاپن با اتباع خارجی بود. ورود خارجی‌ها و خروج ژاپنی‌ها می‌توانست مجازات مرگ را در پی داشته باشد. با این حال ساکوکو به معنی انزوای مطلق ژاپن نبود. اطلاعات مورد نیاز از طریق پادشاهی ریوکیو و دودمان جوسان به کشور وارد می‌شد. از لحاظ اقتصادی نیز علاوه بر دو منبع ذکر شده، ژاپن در جزیره مصنوعی دجیما واقع در ناگاساکی با هلند، در همان استان ناگاساکی با چین و کره و در هوکایدو با مردم آینو داد و ستد داشت. تدابیری که نخستین فرمانروایان توکوگاوا برای بقا و دوام حکومت خود در کار آوردند هم مؤثر بود و هم موفّق اما مانع از رشد طبیعی اقتصادی و اجتماعی ژاپن شد و باعث شد این کشور از تمدن صنعتی کشورهای اروپایی باز بماند.

### پس از انزوا
پس از انزوا، سیاست‌هایی که منحصراً بر امور داخلی متمرکز بودند، اتخاذ شد و یک اقتصاد داخلی اساساً خودکفا شکل گرفت. در نتیجه، یک سیستم اقتصادی پیچیده با اقتصاد ملی متمرکز بر سه پایتخت اصلی و اقتصادهای فئودالی متمرکز بر شهرهای قلعه‌ای در هر منطقه شکل گرفت و تخصص‌های محلی عمدتاً در اوساکا (معروف به آشپزخانه ملت) متمرکز بودند و از آنجا در سراسر کشور گسترش می‌یافتند. دوره گنروکو شاهد رونق اقتصادی مبتنی بر توسعه بهره‌وری کشاورزی بود و در ادبیات و نقاشی، آثاری مانند اوکی‌یوزوشی اثر ایهارا سای‌کاکو، هایکای اثر ماتسوئو باشو، جوروی (موسیقی) اثر چیکاماتسو مونزائمون و اوکی‌یوئه اثر هیساکاوا مورونوبو در این دوره متولد شدند. این فرهنگ‌ها در منطقه کانسای، از جمله کیوتو و اوساکا، متولد شدند. فرهنگی که در دوره گنروکو شکوفا شد، به عنوان فرهنگ گنروکو شناخته می‌شود.

## دوره میانی (حدود ۱۷۸۰ – حدود ۱۶۹۰)

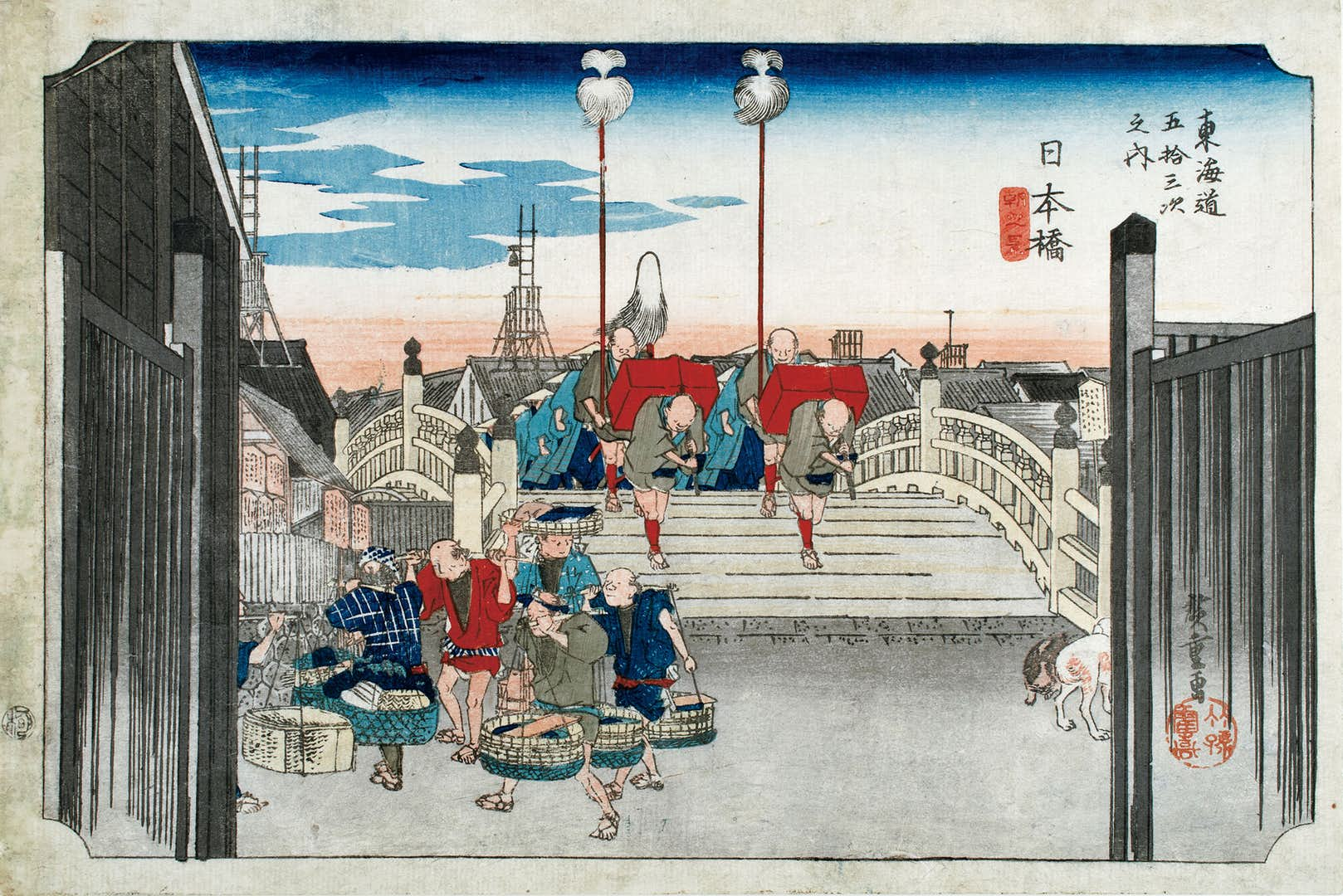
نقاشی هیروشیگه از سری پنجاه و سه ایستگاه توکایدو از نیهونباشی

با فعال‌تر شدن کسب و کار مردم و کالاها، انواع شهرها در سراسر کشور، از جمله شهرهای قلعه‌ای، شهرهای بندری، توقفگاه‌های بین راهی، شهرهای معبدی، شهرهای زیارتگاهی و شهرهای معدنی متولد شدند. به این معنا، دوره ادو در ژاپن به عنوان عصر شهرها ارزیابی شده است و گفته شده است که حتی با نگاهی به تاریخ جهان، هیچ نمونه دیگری از شهرهایی که در چنین مقیاس برنامه‌ریزی شده و انبوهی مانند آنچه در دوره ادو ژاپن ساخته شده باشند، وجود ندارد. این شهرهای تازه ساخته شده به مرکز ساختار اجتماعی تبدیل شدند. در اوایل قرن هجدهم، کیوتو و اوساکا هر کدام نزدیک به ۴۰۰٬۰۰۰ نفر جمعیت داشتند. در آن زمان، ادو حدود یک میلیون نفر جمعیت داشت که آن را نه تنها به بزرگ‌ترین شهر مصرفی ژاپن، بلکه به بزرگ‌ترین شهر جهان نیز تبدیل می‌کرد. گفته می‌شود جاده توکایدو که ادو (توکیوی فعلی) را به اوساکا متصل می‌کرد، شلوغ‌ترین جاده جهان در قرن هجدهم بوده است.
این توسعه اقتصادی تا حدودی مدیون توسعه معادنی مانند معدن نقره اینای بود که منجر به تولید مقادیر زیادی طلا، نقره و مس شد و در ازای این موارد، کالاهای زیادی از خارج از ژاپن وارد ژاپن می‌شد. با این حال، با آغاز قرن هجدهم، نشانه‌هایی از کاهش تولید و کاهش این فلزات مشاهده شد. در پاسخ به این، آرای هاکوسکی قوانین جدید برای تجارت دریایی را ارائه داد. او اظهار داشت که بین تأسیس شوگون‌سالاری و دوره گنروکو، یک چهارم پول داخلی به صورت سکه‌های طلا و سه چهارم سکه‌های نقره به دلیل حل و فصل تجارت در ناگاساکی از بین رفته و این حکم را بر اساس نظر کتبی فرماندار ناگاساکی، صادر کرد. نکته‌های اصلی این لایحه، تنظیم واردات و ترویج تولید داخلی کالاها و اعمال محدودیت بر تعداد کشتی‌های خارجی ورودی به ناگاساکی و میزان تجارت بود. تعداد کشتی‌های جانک به ۳۰ فروند در سال محدود شده بود و تجارت آن به ۶۰۰۰ کان نقره می‌رسید، در حالی که تعداد کشتی‌های هلندی به ۲ فروند در سال محدود شده بود و تجارت آن به ۳۰۰۰ کان می‌رسید. تولید داخلی پارچه نخی، ابریشم خام، شکر، چرم، پارچه‌های ابریشمی و سایر کالاهایی که قبلاً وارد می‌شدند، تشویق شد.

#### اصلاحات شوگون توکوگاوا یوشیمونه

توکوگاوا یوشیمونه

هشتمین شوگون، توکوگاوا یوشیمونه، از نوادگان خاندان کیشو توکوگاوا بود و بدون هیچ گونه ملاحظه‌ای نسبت به اربابان موروثی که تا آن زمان شوگون‌سالاری را رهبری می‌کردند، جسورانه اصلاحات سیاسی مبتنی بر کشاورزی (اصلاحات کیوهو) را انجام داد. یوشیمونه بیش از همه نگران تثبیت قیمت برنج بود. با توسعه اقتصاد پولی، قیمت برنج که معیار سنجش قیمت کالاهای مختلف بود، همچنان رو به کاهش بود (قیمت پایین برنج و قیمت بالای اقلام مختلف) و فقر هاتاموتو و گوکه‌نین که از آن به عنوان واحد حقوق استفاده می‌کردند، به‌طور فزاینده‌ای خود را نمایان کرد. برای این منظور، او با فرمان صرفه‌جویی مصرف را مهار کرد، در حالی که همزمان تولید برنج را از طریق توسعه مزارع جدید برنج افزایش داد، درآمد را از طریق تصویب قانون هزینه ثابت تثبیت کرد، فرمان برنج علیا را صادر کرد و رسماً بورس برنج دوجیما را به رسمیت شناخت. به همین دلیل او را «ژنرال آمریکایی» می‌نامیدند. از دیگر اصلاحاتی که او اجرا کرد می‌توان به سیستم آشیداکا اشاره کرد که به افراد با استعداد اجازه می‌داد تا ارتقا یابند، ممنوعیت واردات کتاب‌های غربی ترجمه شده به چینی را کاهش داد، کشت سیب‌زمینی شیرین را تشویق کرد و صندوق پیشنهاد را راه‌اندازی کرد. امور مالی شوگون‌سالاری تا حدی ترمیم شد و تا سال ۱۷۴۴ درآمدهای مالیاتی به بالاترین سطح در طول دوره ادو رسید. با این حال، نرخ‌های مالیات ثابت بودند، مالیات‌ها به شدت وضع و با دقت جمع‌آوری می‌شدند، و صرفه‌جویی بیش از حد منجر به نارضایتی دهقانان و مردم شهر شد. علاوه بر این، قحطی بزرگ کیوهو (۱۷۳۰ میلادی) در آن زمان رخ داد و شورش‌های دهقانی و ه ویران کردن خانهٔ معترضان به امری رایج تبدیل شد. در پاسخ به این اعمال، قوانینی مانند «اطلاعیه مردم روستا» در ژوئن ۱۷۲۱ و فرمانی خطاب به قاضی در اوت ۱۷۳۴ (نوزدهمین سال دوره کیوهو) برای مقابله با این اعمال وضع شد.: ۱۵۱ 
اوگیو سورای، با گفتن این جمله که «نئوکنفوسیانیسم چیزی بیش از یک نظریه نادرست مبتنی بر حدس و گمان نیست» از نئوکنفوسیانیسم انتقاد کرد، رساله‌ای در مورد اصلاحات سیاسی به نام «سِیدان» 『政談』 در حدود سال ۱۷۲۶ به یوشیمونه ارائه داد. در این اثر، اندیشه سیاسی سورای به‌طور ملموس ارائه شده بود و اثری پیشگام در تاریخ اندیشه ژاپنی بود که جدایی سیاست، دین و اخلاق را ترویج می‌کرد. پس از این بود که کیسیرون (نظریه حکومتداری) ja:経世論 به‌طور جدی آغاز شد. در همین حال، در سال ۱۷۲۴ (نهمین سال از دوره کیوهو)، یک تاجر ثروتمند اهل اوساکا، مدرسه کایتوکودو را برای مطالعه کنفوسیوسیسم، با تمرکز بر فلسفه ژو شی، تأسیس کرد و بعداً به عنوان مکانی آموزشی مورد تأیید شوگون‌سالاری تا اوایل دوره میجی فعالیت کرد. در سال ۱۷۳۰، ایشیدا بایگان از یک فلسفه اخلاقی منحصر به فرد ژاپنی به نام جنبش شینگاکو (آموزش قلبی) حمایت کرد؛ بنابراین، دوره کیوهو زمانی بود که پیشرفت‌های جدیدی در زمینه‌های دانشگاهی و فلسفی نیز مشاهده شد.

#### حکومت شوگون‌سالاری تانوما اوکیتسوگو (دوره تانوما)

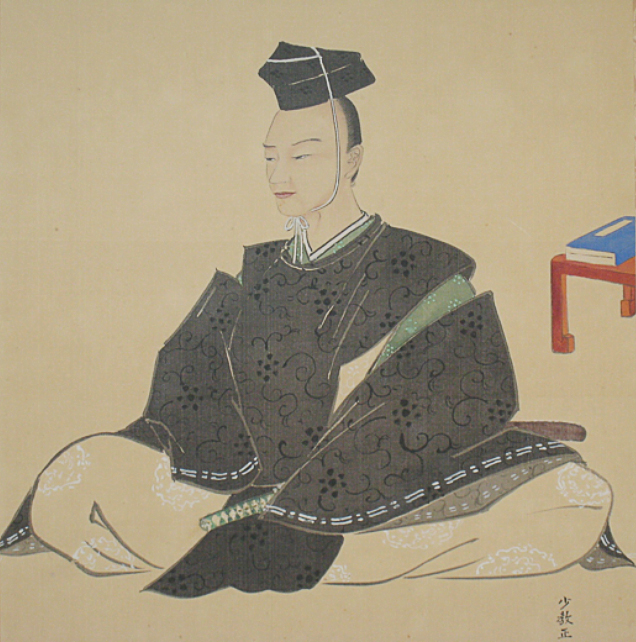
تانوما اوکیتسوگو

مالی شوگون‌سالاری به دلیل اقدامات افزایش مالیات که در طول اصلاحات کیوهو اجرا شد، افزایش یافت، اما در دوره هورکی (۱۷۵۱–۱۷۶۳)، آنها به یک سطح ثابت رسیده بودند و بار دیگر در بن‌بست قرار گرفتند. در مناطق روستایی، کشاورزان فقیر از جمع‌آوری مالیات‌های سنگین رنج می‌بردند و دیگر نمی‌توانستند در روستاهای خود زنده بمانند، بیکار می‌شدند و به شهرهای بزرگی مانند ادو می‌رفتند و بی‌خانمان می‌شدند. چیزی که اوضاع را بدتر می‌کرد، بلایای طبیعی و قحطی‌های پی در پی بود که در طول دوره تانوما بارها و بارها رخ می‌داد.
در پاسخ به این شرایط، تانوما اوکیتسوگو و دیگر مقامات شوگون‌سالاری دوران تانوما با کسری بودجه از طریق اقدامات ریاضتی مانند احکام صرفه‌جویی، کاهش هزینه‌ها، کوچک‌سازی اوکو و محدودیت در قرض گرفتن پول مقابله کردند، در عین حال منابع درآمد جدیدی را در توسعه تولید و توزیع کالا یافتند و تلاش کردند درآمدهای مالیاتی را از منابعی غیر از برنج برقرار کنند. به منظور به دست آوردن کنترل بر تولید و توزیع کالا و کاهش قیمت‌ها، آنها رسماً انجمن‌های صنعتگران را به عنوان انجمن‌های سهام به رسمیت شناختند و تشویق کردند و مالیات‌های اونجو و میوگا را بر آنها وضع کردند. به عنوان گامی برای اجرای انحصار دولتی، سازمان‌های متعددی به نام زا تأسیس شدند و حقوق فروش انحصاری برای هر زمینه به زاهایی مانند شینچو زا داده شد.
سیاست‌های تانوما اوکیتسوگو امور مالی شوگون‌سالاری را در اولویت قرار داد، اما این امر پیوند بین قدرت و سرمایه تجاری را تقویت کرد و منجر به تبانی بین مردم شهر و مقامات شوگون‌سالاری شد. از سوی دیگر، معیشت عموم مردم تضعیف شد. در واقع، بسیاری از برنامه‌ها و اجرای اقدامات افزایش درآمد در دوران تانوما، موردی و موقتی بودند و در بسیاری از موارد، زمانی که معایب آنها بیشتر از مزایایشان قابل توجه می‌شد، مجبور به لغو آنها می‌شدند. سپس، تعداد بیشتری از مردم شهر، با استفاده از وعده درآمد مالیاتی و کمک‌های مالی به عنوان طعمه، به شوگون‌سالاری پیشنهادهایی ارائه دادند، به امید اینکه برای خود سود کسب کنند و در نتیجه، سیاست‌هایی اتخاذ شد که نه به نفع شوگون‌سالاری بود و نه به نفع مردم عادی. برخی از مقامات شوگون‌سالاری چنین پیشنهادهایی را از مردم شهر به امید ارتقاء در شوگون‌سالاری می‌پذیرفتند. تبانی بین مردم شهر و مقامات شوگون‌سالاری نیز بیشتر قابل توجه شد. این روند به عنوان «دلالان و مالیات‌ستانان» توصیف می‌شد و انتقاد از سیاست‌های تانوما اوکیتسوگو، که مبتنی بر سود، بی‌نظم و فساد فزاینده بودند، افزایش یافت.
سیاست‌های اوکیتسوگو، که سیاست‌های اقتصادی روشنگرانه و نوآورانه نامیده می‌شدند، مانند برنامه‌های توسعه در مقیاس بزرگ و سیاست‌های مالی جسورانه، به نوعی سیاست‌های دلال‌سالارانه بودند. در این دوره، عموم مردم به‌طور فعال پیشنهادهای مختلفی را در جستجوی راهی برای کسب سود ارائه کردند و کسب سود توسط عموم مردم با سیاست‌های شوگون‌سالاری در پیگیری منافع امپراتوری ترکیب شد و منجر به تدوین و اجرای سیاست‌هایی با ایده‌ها و مفاهیم نسبتاً جسورانه شد. در همان زمان، دوران تانوما با رشوه‌خواری گسترده، تضاد منافع بین شوگون‌سالاری و حوزه‌های مختلف فئودالی و درگیری‌های جدی با مردمی که مجبور به تحمل بار آن بودند، مشخص می‌شد.
در نهایت، قحطی تنمی منجر به قیام‌ها و شورش‌های دهقانی شد و مرگ دهمین شوگون توکوگاوا، ایشیگه توکوگاوا، که به تانوما علاقه داشت، منجر به سقوط تانوما و پایان دوران تانوما شد.

## دوره متأخر (حدود ۱۷۸۰ – حدود ۱۸۵۰)

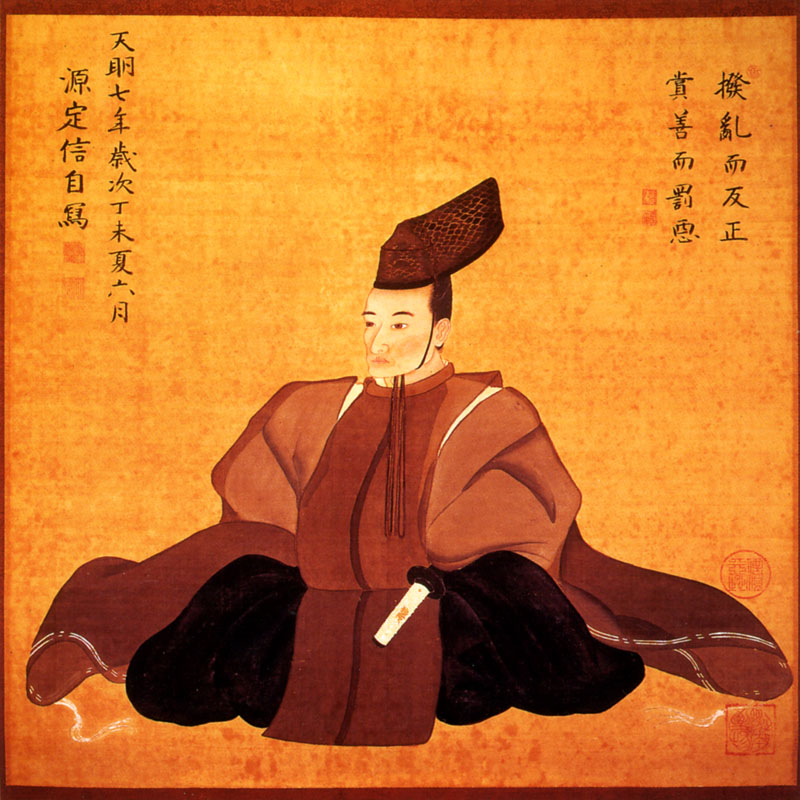
ماتسودایرا سادانوبو

در مرحله بعد، ماتسودایرا سادانوبو، که از سیاست‌های تانوما انتقاد می‌کرد، در سال ۱۷۸۷ در صحنه ظاهر شد و اصلاحات کانسی را ترویج داد. قحطی تنمی باعث شد جمعیت کشاورز ۱٫۴ میلیون نفر کاهش یابد و پیش‌بینی می‌شد که امور مالی شوگون‌سالاری با کسری یک میلیون ریو مواجه شود. در آن زمان، مفهومی به نام ارائه خدمات اداری در ازای جمع‌آوری مالیات، مانند امروز، وجود نداشت. با این حال، به دلیل سیاست‌های تانوما که تسکین کافی برای مناطق روستایی فراهم نمی‌کرد، مناطق روستایی پیوسته در حال ویرانی بودند و قحطی تنمی ضربه مهلکی به مناطق روستایی وارد کرد. از این زمان به بعد، حکومتی مبتنی بر ایده «کیسه سایمین» (مدیریت کشور و نجات مردم)، هرچند به‌طور ناقص، شروع به ظهور کرد.: 44 
اصلاحات کانسی که درست پس از قحطی تنمی انجام شد، زمانی نبود که افزایش مالیات‌ها قابل اجرا باشد، بنابراین تلاش‌ها بر «حفظ و بازسازی روستاها با کشاورزی کوچک در هسته آنها» متمرکز شد و سیاست‌های مختلف کاهش مالیات و بازسازی برای کاهش بار کشاورزان اجرا شد. اصلاحات کانسی نشان‌دهندهٔ فاصله گرفتن از سیاست قبلیِ استثمار و در عوض، تغییر به سمت سیاست‌هایی با هدف نجات مردم بود. سادانوبو برای مبارزه با قحطی تلاش کرد و سیاست پس‌انداز قحطی را ترویج داد که در آن مردم در مناطق شهری و روستایی تشویق می‌شدند تا برنج و پول خود را برای مقابله با برداشت کم محصول و بلایای طبیعی پس‌انداز کنند. از آنجا که چنین افزایش مالیاتی وضعیت دشواری را رقم می‌زد، سادانوبو اقدامات ریاضتی سختگیرانه‌ای را با تأثیر فوری اجرا کرد و برای بازسازی امور مالی دولت تلاش کرد. شش سال بعد، زمانی که سادانوبو از قدرت برکنار شد، موجودی صندوق ذخیره به حدود ۲۰۰٬۰۰۰ ریو رسیده بود و وضعیت مالی شوگون‌سالاری از کسری به مازاد تبدیل شده بود. با این حال، صدور مکرر دستورهای صرفه‌جویی و دستورهایی برای کنترل اخلاق عمومی منجر به رکود اقتصادی در ادو و مخالفت شدید شهروندان شد که منجر به صدور بیش از حد قوانین و مقررات مختلف گردید.: 102 

### پایان دوره ادو (۱۸۶۸–۱۸۵۳)
شوگون‌سالاری، قدرت سیاسی را از قدرت اقتصادی جدا کرد. در حالی که به اکثر دایمیوهای فودای که می‌توانستند عضو شوگون‌سالاری شوند، تنها حقوق کمی در حدود ۵۰٬۰۰۰ تا ۱۰۰٬۰۰۰ ککو داده می‌شد، به بسیاری از دایمیوهای توزاما که اجازه نداشتند در دولت شوگون‌سالاری مشارکت داشته باشند، تیول‌های بزرگی شامل صدها هزار ککو و عنوان دایمیو کوکوموچی داده شد. علاوه بر این، حتی در درون شوگون‌سالاری، به استثنای تایرو، چهار یا پنج روجو (مشاوران ارشد) مسائل مهم را با اجماع و مسائل روزمره را ماهانه تصمیم‌گیری می‌کردند، و تلاش برای تمرکززدایی از قدرت در مرحله‌ای نسبتاً اولیه آغاز شده بود. این نشان دهنده این واقعیت بود که خاندان هوسوکاوا، یکی از سه خاندان کانری در شوگون‌سالاری موروماچی و محافظ چندین استان بزرگ، سرانجام به چنان قدرت موروثی دست یافته بودند که می‌توانستند جایگاه کانری را به انحصار خود درآورند و حتی شوگون‌سالاری آشیکاگا را نیز در هم بشکنند.
به سال‌های آخر حکومت شوگون‌سالاری توکوگاوا یا دوره ادو، باکوماتسو، به معنای پایان شوگون‌سالاری، گفته می‌شود.

#### ورود متیو سی. پری به خلیج توکیو

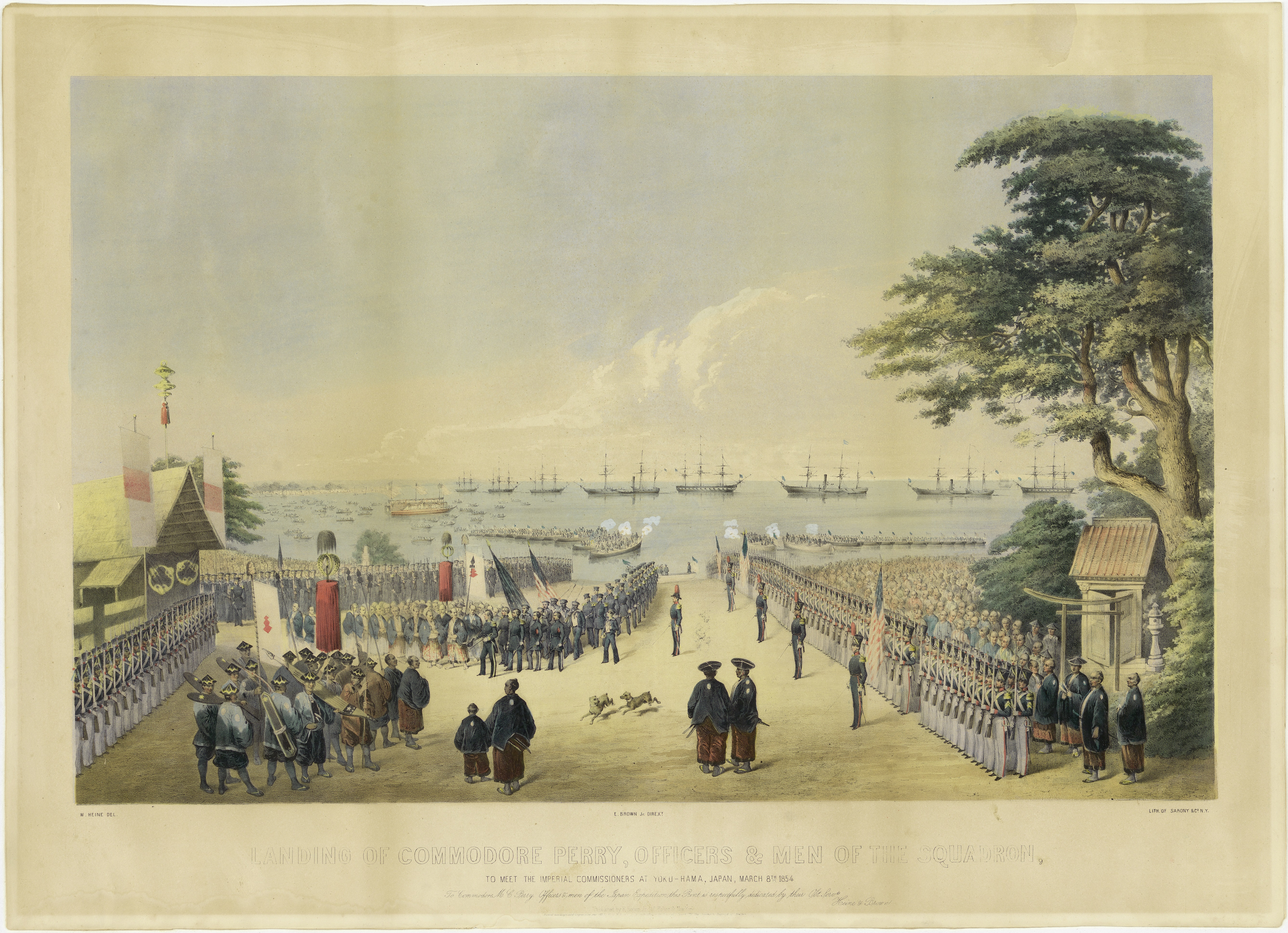
فرود متیو سی. پری، افسران اسکادران برای دیدار با کمیسرهای امپراتوری ژاپن در ۸ مارس ۱۸۵۴ در کوریهاما، یوکوسوکا

سیاست انزوا در ژاپن بیش از دو قرن ادامه داشت. در ۸ ژوئیه سال ۱۸۵۳ میلادی متیو سی. پری (زمان حیات ۱۰ آوریل ۱۷۹۴–۴ مارس ۱۸۵۸) افسر نیروی دریایی ایالات متحده آمریکا همراه با چهار ناو جنگی در بندر یوکوهاما لنگر انداخت و با تقدیم نامهٔ رسمی رئیس‌جمهور آمریکا به امپراتور ژاپن خواستار بازکردن درهای تجارت آزاد، حفاظت از کشتی‌های خراب شده آمریکایی، تهیهٔ زغال‌سنگ و دیگر مواد مورد نیاز کشتی‌های تجاری در یک یا دو بندر ژاپنی شد. ناخدا پری به صورت کامل آماده بود تا در صورت شکست مذاکرات، دست به حمله نظامی بزند و تهدید کرده بود که اگر ژاپنی‌ها از آغاز گفتگوها سر باز زنند، به سوی‌شان آتش خواهد گشود. پری پس از تحویل نامه و تهدید به بازگشت بندر را به قصد چین که در آن هنگام درگیر شورش تایپینگ بود و احتمال به وجود آمدن ضرر برای منافع آمریکا وجود داشت، ترک کرد و ابتدا به اوکیناوا و سپس به هنگ کنگ رفت. شوگون‌سالاری توکوگاوا پس از پذیرفتن نامه قول داد که سال بعد به این نامه پاسخ بدهد. ناخدا پری پس از چند ماه با ناوگانی قوی‌تر و به همراه ۷ کشتی جنگی دوباره به ژاپن برگشت و عهدنامهٔ کاناگاوا بین دو کشور بسته شد. این عهدنامه دارای ۱۲ شرط بود. با امضای عهدنامه کاناگاوا در اوایل سال بعد، عصر تازه‌ای در تاریخ ژاپن آغاز و به سیاست درهای بسته بعد از حدود دو سده پایان داده شد.

#### زمین‌لرزه‌ها
ژاپن در سال‌های ۱۸۵۴–۱۸۵۵ شاهد یک سری زمین‌لرزه‌های قابل توجه بود که به عنوان زلزله‌های بزرگ آنسی شناخته می‌شوند. ۱۲۰ زلزله اصلی و جزئی در کمتر از دو سال از جمله زلزله توکای (۱۸۵۴) به بزرگی ۸٫۴ ریشتر که در ۲۳ دسامبر ۱۸۵۴ ثبت شد سپس زمین‌لرزه ۸٫۴ ریشتری زلزله نانکای (۱۸۵۴) در روز بعد رخ داد و زمین لرزه ۶٫۹ ریشتری سال بعد زلزله ادو (۱۸۵۵)، که در ۱۱ نوامبر ۱۸۵۵ توکیوی امروزی را لرزاند. شیمودا، شیزوئوکا در شبه‌جزیره ایزو تحت تأثیر زلزله توکای (۱۸۵۴) و تسونامی بعدی قرار گرفت، و به این دلیل که این بندر به عنوان مکان احتمالی کنسولگری ایالات متحده تعیین شده بود، شوگون‌سالاری توکوگاوا این بلایای طبیعی را به عنوان نمایشی از نارضایتی خدایان تلقی کرد.

#### قراردادهای نابرابر
در اوت همان سال ۱۸۵۳ طبق قراردادی با کشور انگلستان بندرهای ناگاساکی و هاکوداته در اختیار کشتی‌های این کشور قرار گرفت و قراردادهای مشابهی نیز با کشورهای روسیه، فرانسه و هلند امضاء شد. در ۲۱ ژوئیه ۱۸۵۶ اولین سر کنسول آمریکا تاونسند هریس وارد بندر شیمودا در ژاپن شد. دو سال بعد در ۱۹ ژوئن ۱۸۵۸، هریس قرارداد جدیدی با ژاپن امضاء کرد که طبق آن بندرها بیشتری بر روی کشتی‌های آمریکایی گشوده شد و اتباع آمریکایی از محاکمه در دادگاه‌های ژاپن معاف شدند (کاپیتولاسیون). همچنین در مورد حقوق گمرکی و شرایط واگذاری کشتی و سلاح و اعزام کارشناسان آمریکایی به ژاپن نیز توافقاتی انجام شد.
به‌طور کلی، دههٔ ۱۸۵۰ میلادی، دوران تحمیل قراردادهای کشورهای غربی به ژاپن بود. وجوه مشترک این قراردادها، گشوده شدن بندرهای ژاپنی بر روی کشتی‌های اروپایی و آمریکایی، تعیین نرخ بسیار ارزان عوارض گمرکی بر کالاهای وارداتی و خارج شدن اختیار محاکمهٔ اتباع آمریکایی و اروپایی توسط دادگاه‌های ژاپن بود. این قراردادهای تحمیلی باعث افزایش ناگهانی تاجران و دیپلمات‌های خارجی در ژاپن و مخالفت با حکومت شوگون‌ها و رواج اندیشه ضد اجنبی در ژاپن شد. طرفداران امپراتور بر این عقیده بودند که حکومت حق امپراتور است و این حق توسط شوگون‌ها غصب شده است.

#### مسئله جانشینی شوگون
شوگون دوازدهم توکوگاوا ایه‌یوشی به فاصله کمی پس از اردوکشی ناخدا پری به ژاپن در ۸ اوت سال ۱۸۵۳، در روز ۲۷ اوت همان سال در اثر پیش آمدن نارسایی قلبی به موجب گرمازدگی درگذشت. وی ۱۴ پسر و ۱۳ دختر داشت که تمامی آنان به غیر از پسر چهارم وی توکوگاوا ایه‌سادا (شوگون سیزدهم) قبل از رسیدن به سن بلوغ درگذشتند. ایه‌سادا نیز از کودکی بیمار بود و به‌شدت از ظاهر شدن در انظار نفرت داشت و توانایی اداره کشور را نداشت. برای تعیین جانشین توکوگاوا ایه‌سادا (شوگون سیزدهم) درگیری مابین دو جناح سیاسی زیر درگرفت:
- جناح نانکی: به طرفداران توکوگاوا ایه‌موچی (شوگون چهاردهم)، از خاندان کیشو توکوگاوا در مسئله جانشینی شوگون گفته می‌شود. این جناح بیشتر محافظه‌کار و مخالف اصلاحات بودند.
- جناح هیتوتسوباشی: به طرفداران توکوگاوا یوشینوبو (شوگون پانزدهم)، در مسئله جانشینی شوگون گفته می‌شود. این جناح بیشتر طرفداران اصلاحات و نهضت سوننو جوئی (حرمت‌گذاری به امپراتور، بیرون راندن خارجیان) بودند.[۳۰]

#### فرمان اخراج خارجی‌ها

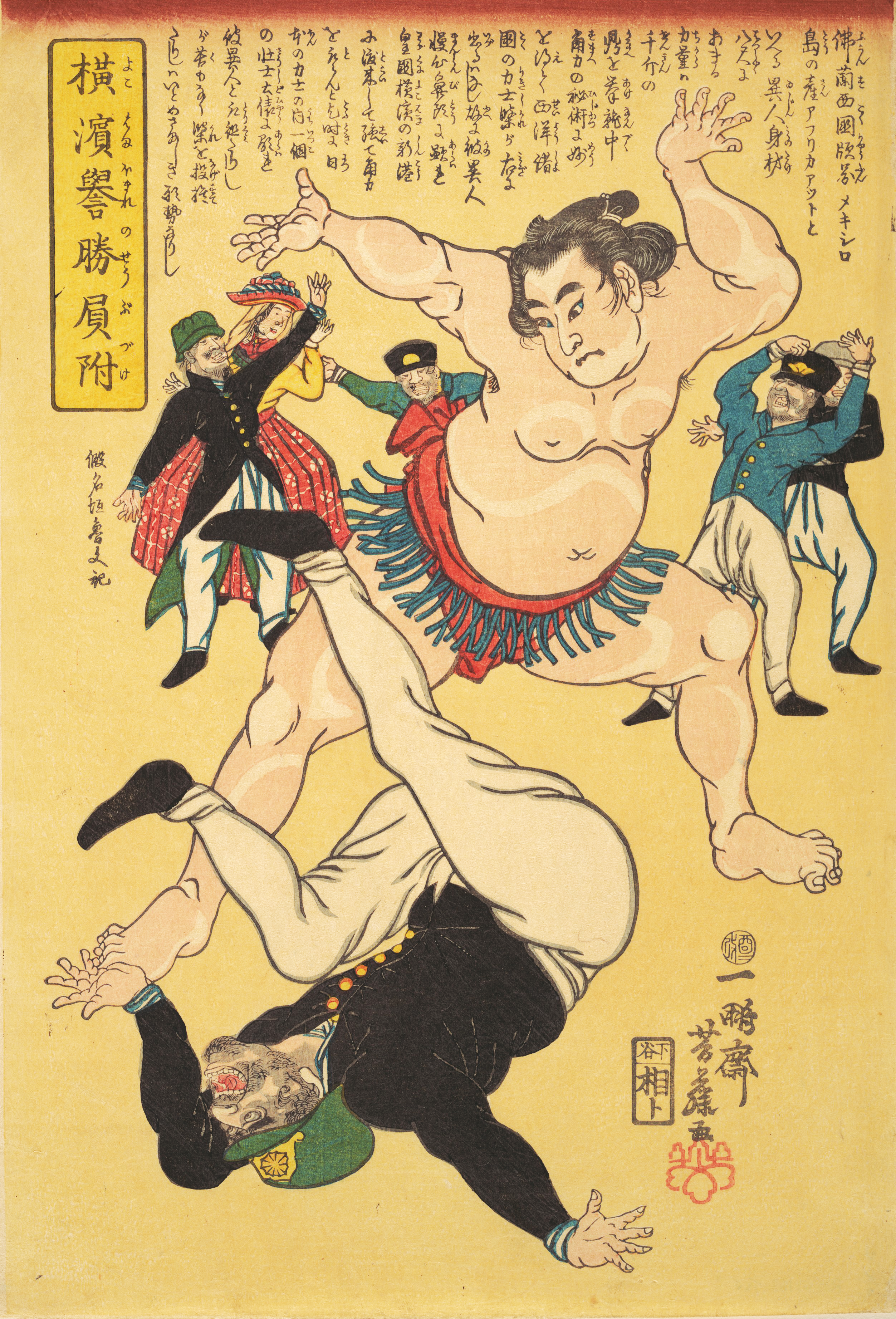
طرحی ایده گرفته از شعار بیگانگان را بیرون کنید که در سال ۱۸۶۱ میلادی کشیده شده است.

در ۱۱ مارس سال ۱۸۶۳ امپراتور کُومِی طی حکمی بنام فرمان اخراج اجنبی‌ها خطاب به شوگون وقت خواستار خارج شدن بیگانگان از کشور شد و زمان خروج را دو ماه بعد یعنی ۱۱ مه ۱۸۶۳ تعیین کرد، اما حکومت شوگونی به تمامی سفرا و کنسول‌های ساکن در ژاپن به‌طور شفاهی اطمینان داد که هیچ اقدامی در رابطه با امر امپراتور انجام نخواهد داد. با رسیدن روز موعود حکومت شوگونی همان‌طور که وعده داده بود به هیچ اقدامی علیه خارجیان دست نزد.

#### شورش‌ها و بحران‌ها
در دوره پایانی ادو سه گروه در مقابل یکدیگر قرار داشتند:
1. جناح طرفداران شوگون‌سالاری توکوگاوا
2. جناح برانداز شوگون‌سالاری و حامیان قدرت گرفتن امپراتور، قلمرو چوشو از حامیان این جناح بود.
3. جناح کوبو گاتای یا میانه‌روها، ارباب ساتسوما، شیمازو هیسامیتسو از حامیان پرقدرت این جناح بود.[۳۳]

#### حمله به خارجیان
سفارت انگلستان که به‌طور موقت در معبد توزن قرار داشت طی دو حمله جداگانه در سال ۱۸۶۱ و ۱۸۶۲ مورد حمله قرار گرفت.
در سال ۱۸۶۲، چهار نفر از اتباع بریتانیا در حال رد شدن از روستای ناماموگی در کاواساکیِ کاناگاوا بودند که هنگام حرکت و در طی مسیر با حدود ۴۰۰ نفر همراه مسلح شیمازو هیسامیتسو، ارباب منطقهٔ ساتسوما، مواجه شدند. این چهار نفر سوار بر اسب در میان گروه وارد و در همین حال بیش از حد به نایب‌السلطنه نزدیک شدند. در این موقع سامورایی‌ها فریاد زدند این حرکت بی‌ادبانه است. در آن زمان، سامورایی‌ها در ژاپن حقی قانونی برای حمله به هر کسی که به آنان بی‌احترامی کند، داشتند. با این حال، اتباع بریتانیایی تحت عهدنامه دوستی انگلیس-ژاپن از هر گونه مجازات در امان و معاف بودند. در این زمان چند تن از سامورایی‌ها شمشیر خود را از غلاف بیرون آوردند و به یک انگلیسی حمله کردند و او را کشتند. به تلافی این حادثه، دولت توکوگاوا به پرداخت غرامت یک‌صد هزار پوند استرلینگ ملزم شد. همچنین برای این قتل پرداخت غرامت جنگ سنگینی نیز از ساتسوما مطالبه شد و یک اسکادران از کشتی‌های نیروی دریایی سلطنتی بریتانیا برای مرعوب کردن دایمیو و وادار کردن او به پرداخت این غرامت به بندر ساتسوما در کاگوشیما رفت.
در ۳۱ ژانویه ۱۸۶۳ حادثه آتش زدن سفارت در حال ساخت انگلستان در ادو توسط طرفداران سوننو جوئی (حرمت‌گذاری به امپراتور، اخراج اجنبی‌ها) رخ داد. این حمله تحت رهبری تاکاسوگی شینساکو و کوساکا گنزوی از قلمرو چوشو انجام گرفت.

#### اتحاد ساتسوما و چوشو

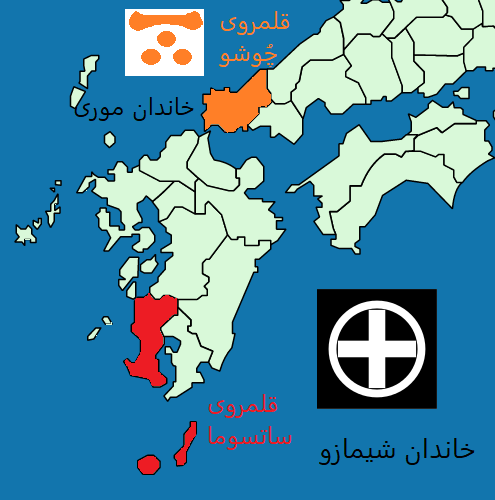
نقشه قلمرو ساتسوما (قرمز) در جنوب ژاپن و قلمرو چُوشو (نارنجی)، در دوره ادو ارباب قلمرو ساتسوما خاندان شیمازو و ارباب قلمرو چُوشو خاندان موری بود.

قلمرو ساتسوما و قلمرو چوشو هر دو جزو قلمروهای پرقدرت (یوهان) در دوره باکوماتسو بودند. در سال ۱۸۶۳ قلمرو ساتسوما با کمک قلمرو آیزو، قلمرو چوشو را از دنیای سیاست در پایتخت بیرون رانده بود (تغییر سیاسی روز هیجدهم ماه هشت) و در سال بعد ۱۸۶۴ با اسلحه گرم (شورش کینمون) توانسته بود سربازان قلمرو چوشو که به کیوتو آمده بودند را شکست دهد و از پایتخت براند. بدین ترتیب رابطه مابین دو قلمرو به دشمنی گرایید.
ساکاموتو ریوما از طریق میانجیگری، رهبران نظامی ساتسوما سایگو تاکاموری و اوکوبو توشیمیچی و از طرف دیگر کیدو تاکایوشی از قلمرو چوشو را گرد هم آورد و توانست با تلاش خود در ۷ مارس سال ۱۸۶۶ توافق‌نامه اتحاد ساتچو (اتحاد ساتسوما و چوشو) را در کیوتو به امضا برساند. اگر چه این دو قلمرو به‌طور سنتی دشمنان شدید یکدیگر بودند، رهبران آن‌ها موافقت کردند که زمان مناسب برای تغییر رسیده است و پذیرفتند که در صورت حمله از طرف دیگران به یکدیگر کمک کنند. قلمرو ساتسوما قبل از این اتحاد طرفدار کوبو گاتای یا هماهنگی بین قدرت شوگون‌سالاری و امپراتور ژاپن بود، پس از آن خواستار اصلاحات در دولت شوگون‌سالاری شد اما قلمرو چوشو که از قبل خواستار سرنگونی شوگون‌سالاری بود عزم خود را در این جهت قوی‌تر کرد.
همچنین قلمرو چوشو به شدت نیازمند سلاح‌های مدرن بود، اما ارتباطات بسیار محدودی با قدرت‌های غربی داشت. از طرف دیگر، قلمرو ساتسوما، یک تجارت اساسی قابل توجه با بریتانیای کبیر از طریق توماس بلیک گلاور، یک اسکاتلندی وابسته به شرکت جاردین ماتسون، برقرار کرده بود. با پیشنهاد ساکاموتو ریوما، سایگو توافق کرد که سلاح مورد نیاز قلمرو چوشو برای مبارزه با شوگون‌سالاری توکوگاوا را تأمین کند. این اتحاد برای حمایت از قلمرو چوشو جهت مقاومت در برابر عملیات تنبیهی دومین اردوکشی چوشو که در تابستان سال ۱۸۶۶ توسط شوگون‌سالاری انجام شد، بسیار مؤثر بود و منجر به شکست کامل شوگون‌سالاری در برابر قلمرو چوشو شد.

#### ازدواج شوگون چهاردهم با شاهدخت کازو
شوگون سیزدهم، توکوگاوا ایه‌سادا فرزندی از خود برجا نگذاشت. به همین علت توکوگاوا ایه‌موچی از یکی دیگر از شاخه‌های خاندان توکوگاوا به عنوان شوگون چهاردهم برگزیده شد. همسر اصلی ایه‌موچی خواهر کوچکتر امپراتور کومِی، چیکاکو، شاهدخت کازو بود. این ازدواج سیاسی در ۱۱ فوریه ۱۸۶۲ صورت گرفت. در حالی که از این ازدواج نیز فرزندی حاصل نشده بود، وی در سن ۲۰ سالگی در سال ۱۸۶۶ به علت بیماری درگذشت.

#### تعیین شوگون و امپراتور جدید
پس از مرگ شوگون چهاردهم، توکوگاوا یوشینوبو به عنوان شوگون پانزدهم انتخاب شد. در ژانویه ۱۸۶۷ امپراتور کومی به نشانه این که وفاداری وی به اصل کوبو گاتای (وحدت امپراتوری و شوگون‌سالاری، مرام سیاسی امپراتور کومِی) هنوز پابرجاست به شوگون جدید، لقب «سردار سرکوبگر وحشیان» را داد. در همان ماه امپراتور به علت مبتلا شدن به آبله درگذشت. هر چند که به عقیده برخی پژوهشگران مرگ امپراتور احتمالاً بر اثر مسموم شدن بوده است. پس از وی پسرش امپراتور میجی در سن پانزده سالگی، به‌طور رسمی به مقام امپراتوری ژاپن رسید.

#### واگذاری داوطلبانه قدرت به امپراتور میجی
در ماه ژوئن سال ۱۸۶۷ میلادی ساکاموتو ریوما، یک برنامه هشت‌بندی را به پانزدهمین شوگون و آخرین حکمران شوگون‌سالاری توکوگاوا، توکوگاوا یوشینوبو ارائه داد و از او خواست تا استعفا دهد تا جنگ داخلی صورت نگیرد.
در اکتبر سال ۱۸۶۷ یامائوچی یودو، دایمیوی پیشین قلمرو توسا، طرحی برای مسئله سازمان سیاسی کشور ژاپن ارائه کرد که به «پیشنهاد توسا» معروف است. این پیشنهاد دایر بر کناره‌گیری شوگون به نفع شورای دایمیوها که زیر نظر امپراتور باشد، بود. بدین ترتیب قدرت سیاسی شوگون به امپراتور اعاده می‌شد اما رئیس خاندان توکوگاوا اراضی تیولی خود را نگه می‌داشت و به جای رهبری نظامی و سیاسی کشور مقام نخست‌وزیری را دارا می‌شد. یوشینوبو این پیشنهاد را در ماه نوامبر همان سال پذیرفت. در روز ۸ نوامبر توکوگاوا یوشینوبو در نامه‌ای به دربار خواستار اجازهٔ بازگرداندن اقتدار خود به امپراتور شد. فردای آن روز ۹ نوامبر یوشینوبو به دربار احضار شد و به او اطلاع دادند که امپراتور میجی درخواست وی برای بازگرداندن قدرت به دربار را پذیرفته است. بازگشت قدرت به امپراتور در روز ۴ ژانویه ۱۸۶۸ رسماً اعلام شد و پس از آن امپراتور یگانه فرمانروای ژاپن بود. در نتیجه، به یکباره قدرت سیاسی به دست امپراتور ۱۵ ساله افتاد.

#### جنگ بوشین

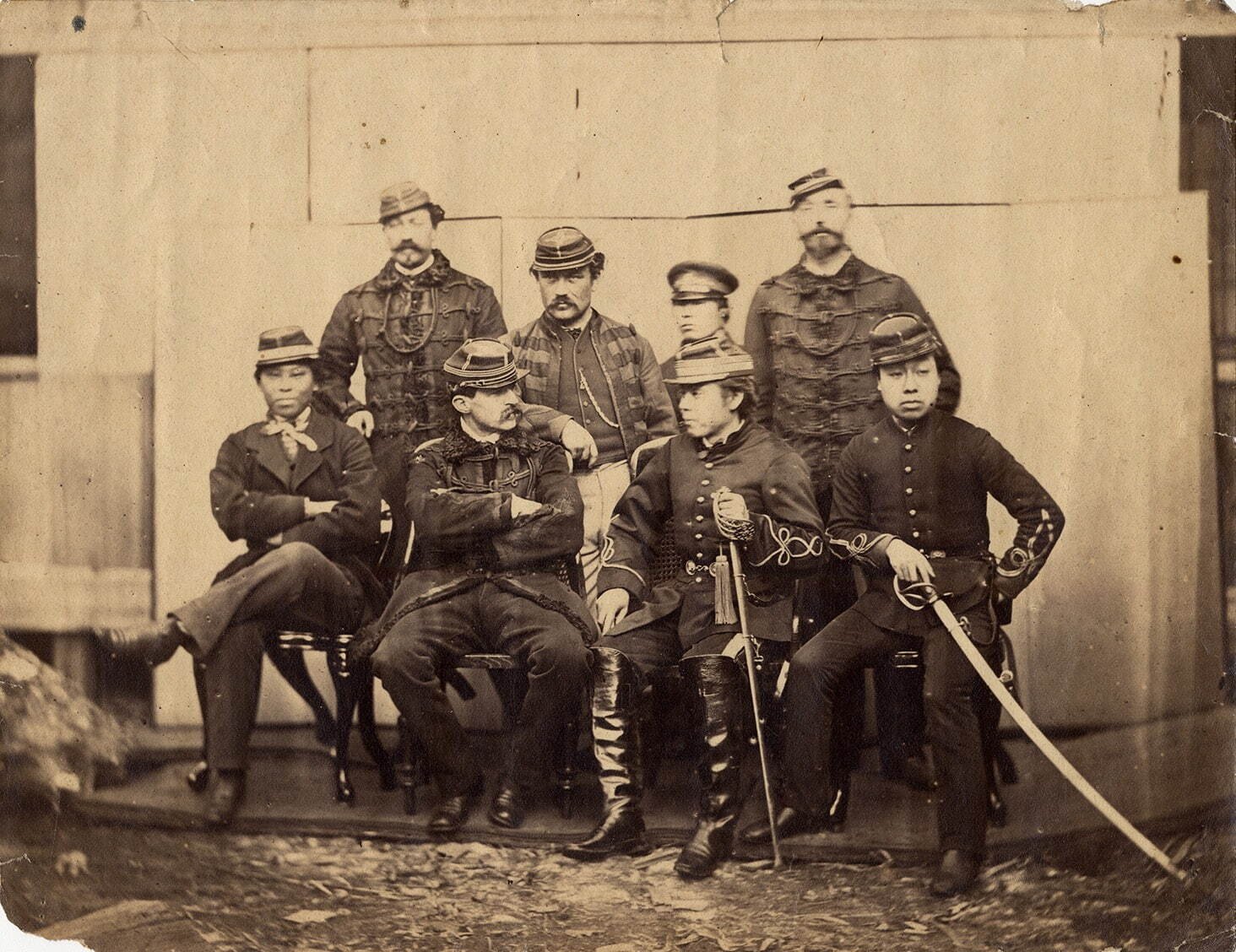
تصویری از افسران فرانسوی آندره کازنو و آرتور فورتنت که به نفع شوگون‌سالاری در جنگ بوشین شرکت داشتند.

در ۳ ژانویه ۱۸۶۸ فرمان و اعلام رسمی احیای سلطنت صادر شد. در همان روز در کاخ امپراتوری کیوتو در کیوتو، جلسه‌ای بنام جلسه کوگوشو برگزار شد. در این جلسه توکوگاوا یوشینوبو که سال قبل واگذاری قدرت شوگون به امپراتور را انجام داده بود، از مناصب دیگر خود خلع شد. صدور این قطعنامه طبق نقشه جنبش براندازی شوگون بود و «کودتای احیای سلطنت» نیز خوانده شده است.
بدین ترتیب پس از کناره‌گیری داوطلبانهٔ توکوگاوا یوشینوبو از قدرت، وی نه تنها موفق به پیدا کردن جایگاهی در دولت جدید نشد؛ بلکه به او فرمان داده شد که اراضی خود را به دولت جدید واگذار کند. وی از سر خشم تصمیم گرفت که رزمندگانش را روز ۲۵ ژانویه برای حمله به کاخ امپراتوری کیوتو بفرستد. در ۲۷ ژانویه ۱۸۶۸ اولین نبرد جنگ بوشین به‌نام نبرد توبا–فوشیمی بین طرفداران حکومت شوگون‌سالاری توکوگاوا با طرفداران امپراتور در ژاپن آغاز شد. در این نبرد نیروهای شوگونی و نیروهای متفقین قلمرو چوشو، قلمرو ساتسوما و قلمرو توسا در نزدیکی فوشیمیِ کیوتو مقابل یکدیگر قرار گرفتند. این نبرد چهار روز طول کشید و با شکست قاطع شوگون‌سالاری پایان یافت. سپس درگیری به مناطق دیگر گسترش یافت و تبدیل به یک جنگ داخلی سراسری در بسیاری از مناطق ژاپن شد. جنگ بوشین یکسال و نیم ادامه داشت. در این جنگ سایگو تاکاموری یکی از رهبران نظامی پرقدرت طرفدار امپراتور بود.

#### تشکیل دولت میجی
سقوط ادو بین ماه مه و ژوئیه سال ۱۸۶۸ رخ داد. در آن زمان ادو (امروزه توکیو) توسط آخرین شوگون‌سالاری توکوگاوا کنترل می‌شد اما با سقوط شهر، کنترل آن به دست نیروهای طرفدار امپراتور میجی افتاد. سایگو تاکاموری، فرمانده نیروهای طرفدار امپراتور در شمال و شرق ژاپن پیروزی‌هایی به دست آورده بود، و در جهت رسیدن به پایتخت در نبرد کوشو-کاتسونوما پیروز شده بود. او در نهایت قادر شد در ماه مه ۱۸۶۸ ادو را محاصره کند.
در سوم ماه مه قلعه ادو بدون خونریزی واگذار شد و پس از آن امپراتور میجی نام قلعه ادو را به قلعه توکیو تغییر داد. دورهٔ ادو با آغاز اصلاحات میجی به پایان رسید.

## نظام سیاسی
در دوره ادو کشور ژاپن به بیش از ۲۵۰ قلمرو فئودالی بزرگ و کوچک بنام هان تقسیم شده بود که هر کدام توسط یک دایمیو (ارباب) اداره می‌شد. مهم‌ترین دایمیوی کشور شخص شوگون بود و نزدیک به یک چهارم زمین‌های کشور و تمامی معادن طلا و نقره و بندرها و شهرهای عمده هم مُلکِ شوگون شناخته می‌شد. شوگون‌سالاری توکوگاوا از طریق شبکه حکومت‌های خودمختار محلّی یا دایمیو‌ها (امیران یا خان‌ها)، کشور ژاپن را اداره می‌کرد. با آن که دایمیوها در اصل خودمختار بودند، حکومت توکوگاوا با ایجاد یک شیوهٔ نظارت مؤثر کوشید تا از قدرت یافتن دایمیوها در حدی که آنان را برای حکومت مرکزی خطرناک سازد، جلوگیری کند. در سال ۱۶۳۵ حضور هر دو سال یک بار دایمیو در ادو (توکیوی کنونی) مقرر شد که سانکین کوتای خوانده می‌شد. این ترتیب موجب می‌شد که دایمیوها بیشتر درآمد خود را صرف رفت و برگشت از ملک اربابی خود تا ادو کنند. این هزینه به خصوص برای دایمیوهایی که قلمروشان از ادو فاصله بسیار داشت، خیلی سنگین‌تر بود.

## جامعه

طبقات اجتماعی جامعه ادو در ژاپن تحت شوگون‌سالاری توکوگاوا در دوره ادو

طبقه اشراف امپراتور، درباریان، شوگون و دایمیوها را در بر می‌گرفت. باقی ماندهٔ غیر اشرافی جامعه ژاپن از چهار طبقه سامورایی‌ها، دهقانان، پیشه‌وران و بازرگانان تشکیل می‌شد. سامورایی‌ها بالاتر از سه طبقه دیگر به‌شمار می‌آمدند و همراه خانواده‌هایشان حدود ۷ تا ۹ درصد جمعیت کشور را تشکیل می‌دادند و از امتیازات اجتماعی و مقرری موروثی بهره‌مند بودند. در دوره ادو فقط آنان حق بستن شمشیر داشتند و مقرری خود را بیشتر به صورت جنسی، یعنی برنج دریافت می‌کردند. بر اثر توفیق نظام شوگون‌سالاری در استقرار قانون و نظم و حفظ آن پس از سال‌ها جنگ داخلی، در کشور اثری از جنگ و نبرد نبود و سامورایی‌ها به کارهای دیگر مانند شغل دیوانی یا معلمی مشغول بودند. سامورایی‌ها در بیشتر قسمت‌ها زمین‌های خود را به کلی از دست داده بودند و در داخل یا نزدیک به قلعه ارباب خود زندگی می‌کردند. به سبب اینکه خاندان‌های اربابی مجبور بودند مدتی از سال را در ادو (توکیوی امروزی) همراه با خدمهٔ خود اقامت کنند، فراهم کردن پول برای سامورایی‌ها جهت خرج کردن در ادو مسئله‌ای بسیار مهم بود. آنان مجبور بودند پول نقد را از طریق فروش برنج‌های مقرری خود با کارگزاران برنج به دست بیاورند. از آنجاییکه هزینه زندگی در ادو بالاتر از توان آنان بود، گرفتن وام از بازرگانان به اعتبار درآمد آینده رایج بود. در این دوره ارزش طلا به‌طور قابل ملاحظه‌ای نسبت به ارزش برنج افزایش یافته بود و همین موضوع دارایی طبقه سامورایی‌ها را که درآمد خود را به شکل برنج دریافت می‌کردند به مراتب کمتر از دارایی طبقه بازرگانان که درآمدشان به صورت طلا و نقره بود کرده بود. در اواخر دوره ادو تقریباً تمامی افراد سامورایی در موقعیت بدهکاری به بازرگانان قرار گرفته بودند.
برآمدن طبقه بازرگان به عنوان یک طبقه مرفه و با نفوذ، مایهٔ پدید آمدن فرهنگ بی‌بندوباری و بی‌اعتنایی به اخلاق که به عنوان اوکی‌یو یا «دنیای مواج» شناخته می‌شود در دوره ادو شد. در شهر ادو محله‌های مخصوص خوش‌گذرانی و عیاشی درست در جهت متقابل آرمان‌های سامورایی - کنفوسیوسی که دولت هم در اعتلای آن می‌کوشید شروع به گسترش کرد. دولت توکوگاوا مدام فرمان‌هایی صادر می‌کرد که بازدارنده این نوع فساد در حال رواج بود اما نتیجه‌ای عاید نمی‌شد. شالودهٔ این فرهنگ به رشد بازرگانی قرار داشت و بازتابی بود از انحطاط نظام سنتی فئودالی در ژاپن.
در دوره ادو زندگی دهقانان چنان اسفبار بود که حتی بسیاری از آنان از پروراندن بچه‌های خود نیز عاجز شده و سقط جنین و بچه‌کشی به منظور کم کردن تعداد فرزندان در سراسر ژاپن رایج بود و به چنان حدی رسید که در سال ۱۷۶۷ رسماً فرمان منع تنک کردن بچه (間引き禁止令) صادر شد. تعدادی دیگر نیز رو به شهر رو آورده در نتیجه تعداد جمعیت روستایی کاهش یافته بود. به غیر این مرگ و میر بر اثر قحطی‌های بزرگ نیز بسیار بود و تنها در بین سال‌های ۱۷۸۰ تا ۱۷۸۶ حدود یک میلیون نفر در اثر، قحطی بزرگ تنمی و بیماری هلاک شدند.
در سده شانزدهم و اوایل هفدهم میلادی صادرات عمده ژاپن طلا و نقره بود که این وضع استخراج معادن و ضرب سکه را رونق می‌بخشید و آسانی استفاده از سکه موجب شد که سامورایی هر چه بیشتر برنج خود را با پول نقد معامله کرده و این امر سببی شد که طبقهٔ بازرگان از نظر ثروت و تعداد رونق پیدا کند. همچنین گرچه انقلاب صنعتی در ژاپن اتفاق نیافتاد اما صنایع دستی، متنوع و بسیار گسترده بود و نیازهای بازار ملی را تأمین می‌کرد. بیشتر سودِ گردآمده از این صنایع در نهایت در دست معدودی از بازرگانان یعنی در دست وام‌دهندگان به مردم انباشته می‌شد. با گذشت زمان قدرتمندترین واسطه‌ها و وام‌دهندگان تبدیل به بانکداران شهرهای بزرگ شدند.

## اقتصاد
از نظر اقتصادی ژاپن در دوره ادو کشوری بود با کشاورزی مولد و سیستم‌های مالی و بازاریابی بسیار پیشرفته. توسعه اقتصادی شامل گسترش شهرنشینی، افزایش حمل و نقل کالا، گسترش چشمگیر تجارت داخلی همراه با آغاز تجارت خارجی و همچنین رونق صنایع دستی بود. اگر چه نرخ مالیات به‌طور قابل ملاحظه‌ای بسته به منطقه تفاوت داشت، کشاورزان به‌طور متوسط حدود ۳۳–۵۰ درصد و ماهیگیران حدود ۲۰–۴۰ درصد از محصولاتشان را جهت مالیات تسلیم ارباب خود می‌کرد. صادرات عمده ژاپن در این دوره به ویژه نیمه نخست آن فلزات گران‌بها به‌طور عمده نقره و مس و همچنین محصولات دریایی بود. شکوفایی اقتصادی ژاپن به ویژه از اواسط تا اواخر دوره ادو بر جامعه شهری اثرگذار بود و طبقات مرفه به شدت در پی لذت‌های دنیوی بودند.

### جمعیت
در اواسط قرن هجدهم، جمعیت ادو بیش از یک میلیون نفر بود که احتمالاً بزرگ‌ترین شهر جهان در آن زمان بود. اوساکا و کیوتو هرکدام بیش از ۴۰۰٬۰۰۰ نفر سکنه داشتند. شهر قلعه‌های دیگر نیز رشد کردند. اوساکا و کیوتو مشغول تجارت و مراکز تولید صنایع دستی شدند، در حالی که ادو مرکز تأمین مواد غذایی و کالاهای اساسی مصرفی شهری بود. حدود سال ۱۷۰۰، ژاپن شاید با نرخی حدود ۱۰ تا ۱۲ درصد، شهری‌ترین کشور جهان بود. نیمی از این رقم را سامورایی تشکیل می‌دادند، در حالی که نیمی دیگر، متشکل از بازرگانان و صنعتگران بودند که به نام چونین شناخته می‌شوند.
در بخش اول دوره ادو، ژاپن رشد جمعیتی سریعی را تجربه کرد، قبل از اینکه جمعیت آن در حدود ۳۰ میلیون نفر ثابت بماند. بین دهه‌های ۱۷۲۰ و ۱۸۲۰، ژاپن تقریباً رشد رشد جمعیت صفر بود، که اغلب به نرخ تولد پایین نسبت داده می‌شود. برخی تعداد پایین میزان زادوولد را تحت تأثیر قحطی گسترده می‌داند، اما برخی از مورخان نظریه‌های مختلفی ارائه داده‌اند، از جمله میزان بالای کودک‌کشی که به‌طور مصنوعی موجب کنترل جمعیت می‌شد. در حدود سال ۱۷۲۱، جمعیت ژاپن نزدیک به ۳۰ میلیون نفر بود و این رقم در حدود ۱۵۰ سال بعد و در زمان اصلاحات میجی فقط دو میلیون افزایش پیدا کرد. از سال ۱۷۲۱، تا پایان شوگون‌سالاری توکوگاوا آمارگیری‌های ملی به‌طور منظم از مردم انجام می‌شد. علاوه بر این، آمارگیری‌های منطقه ای، و همچنین سوابق مذهبی که در ابتدا برای ریشه کنی مسیحیت جمع‌آوری شده بود، داده‌های جمعیت شناختی ارزشمندی را نیز در مورد دوره ادو ارائه می‌دهد.

### اقتصاد و خدمات مالی

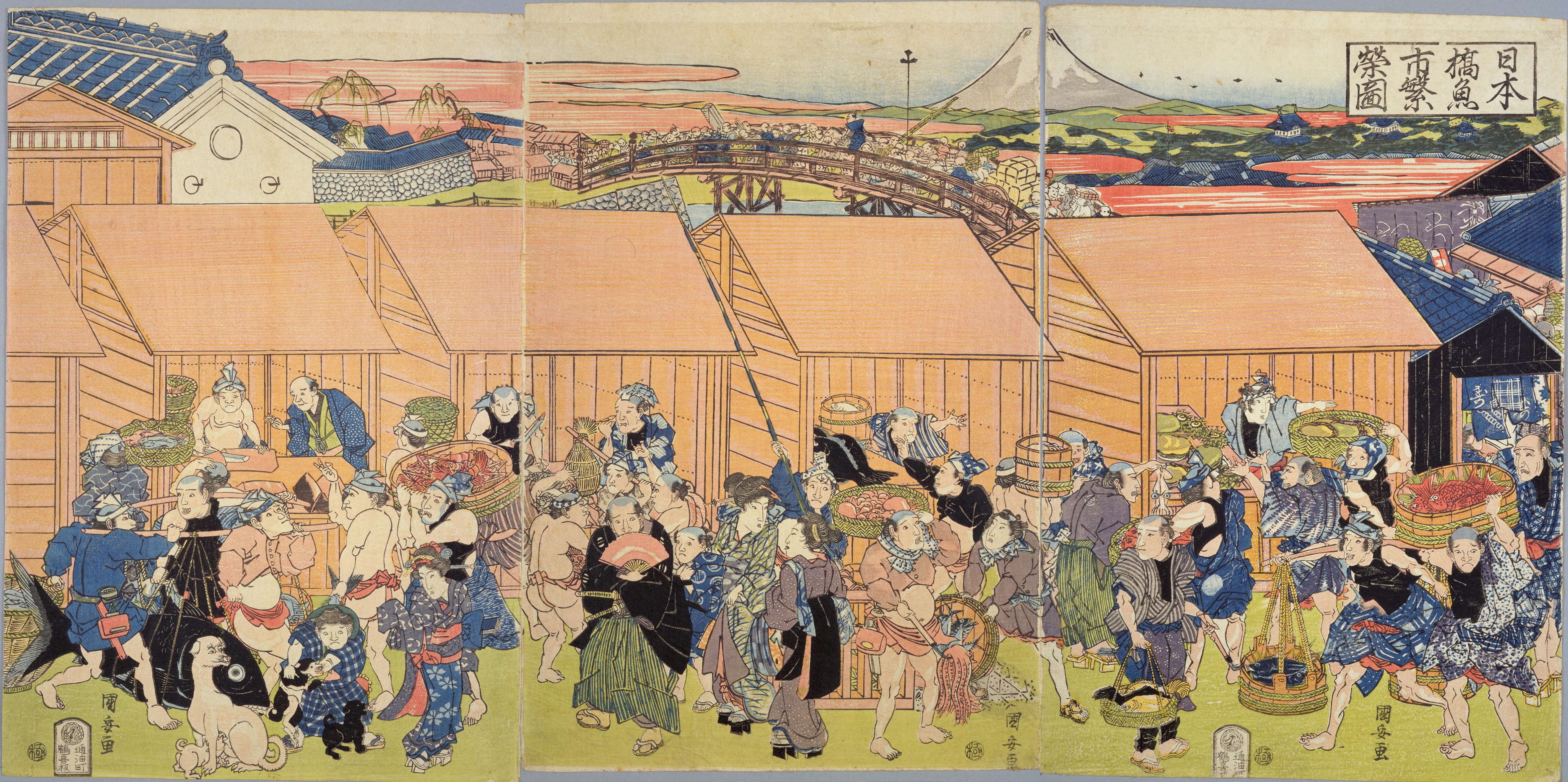
رونق بازار ماهی نیهون باشی (دوره ادو) توسط اوتاگاوا کونییاسو

دوران توکوگاوا صلح را به ارمغان آورد و این صلح، رفاه را برای ملتی ۳۱ میلیون نفری که ۸۰ درصد آنها برنج‌کار بودند، به ارمغان آورد. تولید برنج به‌طور پیوسته افزایش یافت، اما جمعیت ثابت ماند. شالیزارهای برنج از ۱٫۶ میلیون واحدهای اندازه‌گیری ژاپنی در سال ۱۶۰۰ به ۳ میلیون تا سال ۱۷۲۰ افزایش یافت.
سیستم سانکین کوتای به این معنی بود که دایمیوها و خانواده‌هایشان اغلب در ادو اقامت داشتند یا به قلمرو خود بازمی‌گشتند و تقاضا را به یک بازار مصرف عظیم در ادو و تجارت در سراسر کشور افزایش می‌دادند. سامورایی‌ها و دایمیوها، پس از صلح طولانی، به سبک زندگی مجلل‌تری عادت کرده بودند. برای همگام شدن با هزینه‌های رو به رشد، «باکوفوها» و دایمیوها اغلب محصولات تجاری و مصنوعات را در قلمرو خود، از منسوجات گرفته تا چای، تشویق می‌کردند. تمرکز ثروت همچنین منجر به توسعه بازارهای مالی شد.
از آنجایی که شوگون‌سالاری فقط به «دایمیوها» اجازه می‌داد برنج مازاد خود را در ادو و اوساکا بفروشند، بازارهای برنج در مقیاس بزرگ در آنجا توسعه یافت. هر دایمیو همچنین یک پایتخت داشت که در نزدیکی قلعه‌ای که اجازه نگهداری آن را داشتند، واقع شده بود. دایمیوها در مراکز تجاری مختلف نمایندگانی داشتند که برنج و محصولات نقدی را می‌فروختند و اغلب با اعتبار کاغذی برای بازخرید در جای دیگر مبادله می‌شدند. بازرگانان ابزارهای اعتباری را برای انتقال پول اختراع کردند و ارز رایج شد. در شهرها و شهرستان‌ها، اصناف بازرگانان و صنعتگران تقاضای رو به رشد برای کالاها و خدمات را برآورده می‌کردند. 

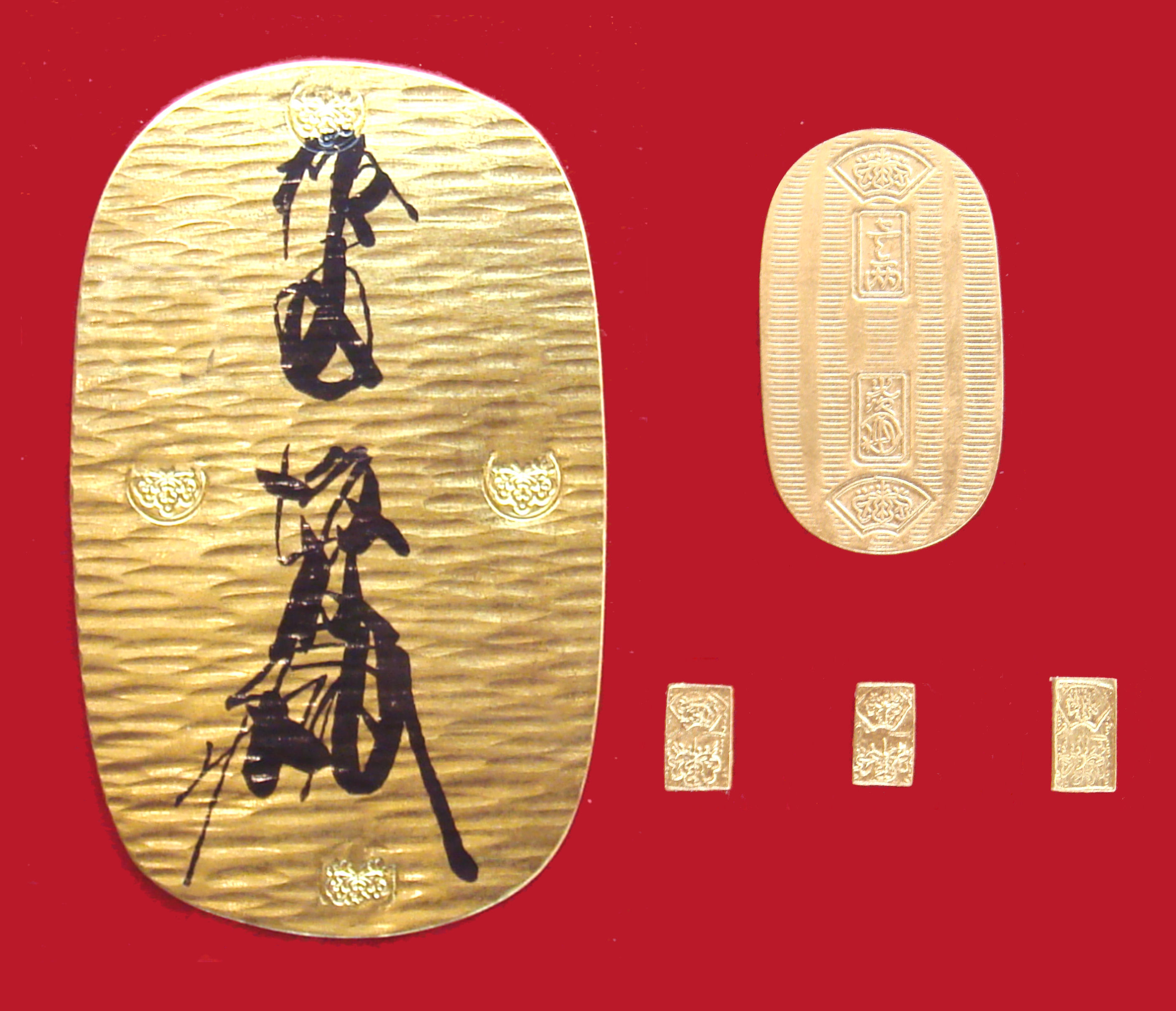
سیستم ضرب سکه توکوگاوا: اوبان (سکه طلا), کوبان (سکه طلا), ایچی بونان (۱۶۰۱–۱۶۹۵).

بازرگانان، به ویژه آن‌هایی که از حمایت رسمی برخوردار بودند، سود هنگفتی بردند. با این حال، نئوکنفوسیونیسم شوگون‌سالاری بر فضایل صرفه‌جویی و سخت‌کوشی تمرکز داشت؛ این کشور یک نظام طبقاتی سفت و سخت داشت که بر کشاورزی تأکید داشت و تجارت و بازرگانان را تحقیر می‌کرد. یک قرن پس از تأسیس شوگون‌سالاری، مشکلات شروع به ظهور کردند. سامورایی‌ها که از کشاورزی یا تجارت منع شده بودند اما اجازه داشتند پول قرض کنند، بیش از حد قرض می‌گرفتند و برخی از آنها به عنوان محافظ بازرگانان، طلبکاران یا صنعتگران به کارهای جانبی مشغول شدند.
«باکوفو» و «دایمیوها» مالیات کشاورزان را افزایش می‌دادند، اما از کسب و کارها مالیات نمی‌گرفتند، بنابراین آنها نیز بدهکار شدند، و برخی از بازرگانان در وام دادن به دایمیوها تخصص داشتند. با این حال، مالیات بستن سیستماتیک بر تجارت غیرقابل تصور بود، زیرا از فعالیت‌های «انگلی» پول درمی‌آورد، اعتبار بازرگانان را بالا می‌برد و جایگاه دولت را پایین می‌آورد. از آنجایی که آنها مالیات منظمی نمی‌پرداختند، کمک‌های مالی اجباری به دایمیوها توسط برخی از بازرگانان به عنوان هزینه انجام تجارت تلقی می‌شد. ثروت بازرگانان به آنها درجه‌ای از اعتبار و حتی قدرت بر دایمیوها می‌داد.
تا سال ۱۷۵۰، افزایش مالیات‌ها باعث ناآرامی و حتی شورش دهقانان شد. ملت مجبور بود به نحوی با فقر سامورایی‌ها و کسری خزانه مقابله کند. مشکلات مالی سامورایی‌ها، وفاداری آنها به نظام را تضعیف کرد و خزانه خالی، کل نظام حکومتی را تهدید می‌کرد. یک راه حل ارتجاعی بود - کاهش حقوق سامورایی‌ها و ممنوعیت خرج کردن برای تجملات.The history of Japan0"/> راه حل‌های دیگر مدرن‌سازی با هدف افزایش بهره‌وری کشاورزی بود.
هشتمین شوگون توکوگاوا، توکوگاوا یوشیمونه (در دفتر ۱۷۱۶–۱۷۴۵) موفقیت قابل توجهی داشت، اگرچه بسیاری از کارهای او باید دوباره بین سال‌های ۱۷۸۷ و ۱۷۹۳ توسط مشاور ارشد شوگون ماتسودایرا سادانوبو (۱۷۵۹–۱۸۲۹) انجام می‌شد.
تا سال ۱۸۰۰، اقتصاد به سرعت رشد کرد و روستاهای دورافتاده بیشتری را وارد اقتصاد ملی کرد. کشاورزان ثروتمندی ظاهر شدند که از برنج به تجارت پر سود روی آوردند. کشاورزی می‌کرد و به وام‌دهی محلی، تجارت و تولید در مقیاس کوچک مشغول بود. بازرگانان ثروتمند اغلب مجبور بودند به شوگون‌سالاری یا دایمیوها پول «قرض» بدهند (که اغلب هرگز پس نمی‌دادند). آنها اغلب مجبور بودند ثروت خود را پنهان کنند و برخی با استفاده از پول برای ازدواج با طبقه سامورایی، به دنبال جایگاه اجتماعی بالاتر بودند. شواهدی وجود دارد که نشان می‌دهد با افزایش نفوذ سیاسی بازرگانان در اواخر دوره ادو، قشربندی سفت و سخت بین سامورایی‌ها و بازرگانان شروع به از بین رفتن کرد.
چند دامنه، به ویژه قلمرو چوشو و قلمرو ساتسوما، از روش‌های نوآورانه برای بازگرداندن امور مالی خود استفاده کردند، اما بیشتر آنها بیشتر در بدهی فرورفتند. بحران مالی راه حلی ارتجاعی را در اواخر «عصر تمپو» (۱۸۳۰–۱۸۴۳) که توسط مشاور ارشد میزونو تاداکونی اعلام شد، برانگیخت. او مالیات‌ها را افزایش داد، تجملات را محکوم کرد و کوشید مانع رشد تجارت شود؛ او شکست خورد و برای بسیاری به نظر می‌رسید که ادامه حیات کل سیستم توکوگاوا در خطر است.

#### کشاورزی
برنج پایه اقتصاد بود. حدود ۸۰ درصد مردم برنج‌کار بودند. ۱۶۰۰ تا ۳ میلیون تا سال ۱۷۲۰. بازارهای برنج در مقیاس بزرگ، با محوریت ادو و اوساکا، توسعه یافتند.  در شهرها و شهرستان‌ها، اصناف بازرگانان و صنعتگران، تقاضای رو به رشد برای کالاها و خدمات را برآورده می‌کردند. بازرگانان، با وجود اینکه از جایگاه اجتماعی پایینی برخوردار بودند، به ویژه آن‌هایی که دارای مقامات حامی بودند، رونق داشتند. بازرگانان ابزارهای اعتباری را برای انتقال پول اختراع کردند، ارز رایج شد و تقویت بازار اعتبار، کارآفرینی را تشویق کرد. «دایمیوها» مالیات را به شکل برنج از دهقانان جمع‌آوری می‌کردند. مالیات‌ها بالا بودند، اغلب حدود ۴۰٪ تا ۵۰٪ از برداشت.
در شهرهای بزرگ مانند به ویژه در ادو تجمل فراوان بود و دایمیوها و سامورایی‌ها که مجبور بودند مدتی از سال را در این شهر اقامت کنند، توان مقاومت در برابر وسوسه بهره بردن از امکانات تفریحی و تجملاتی را از دست داده بودند و بسیاری بیش از درآمدشان خرج می‌کردند. آنان بیشتر درآمد خود را به شکل برنج دریافت می‌کردند. بازرگانان در ازای هزینه ذخیره و نگهداری برنج به آنان، پول می‌دادند و بیشتر آنان، به پرداخت وام نیز مشغول بودند، و از این راه به ثروت و قدرت زیادی دست یافته بودند. هرچه دوره ادو به پایان خود نزدیک می‌گشت، دایمیوها فقیرتر می‌شدند و شروع به گرفتن وام‌های بیشتر می‌کردند که همین امر موجب افزایش موقعیت اجتماعی تاجران برنج شده بود. در اواخر سده ۱۸ میلادی، بیش از دویست خاندان بازرگان وجود داشتند که ثروت آنها بیش از ۲۰۰٬۰۰۰ ریو (سکه طلا) بود که با ثروت برخی از ثروتمندترین دایمیوهای ژاپن برابری می‌کرد.

## هنری و فکری

### آموزش و پرورش

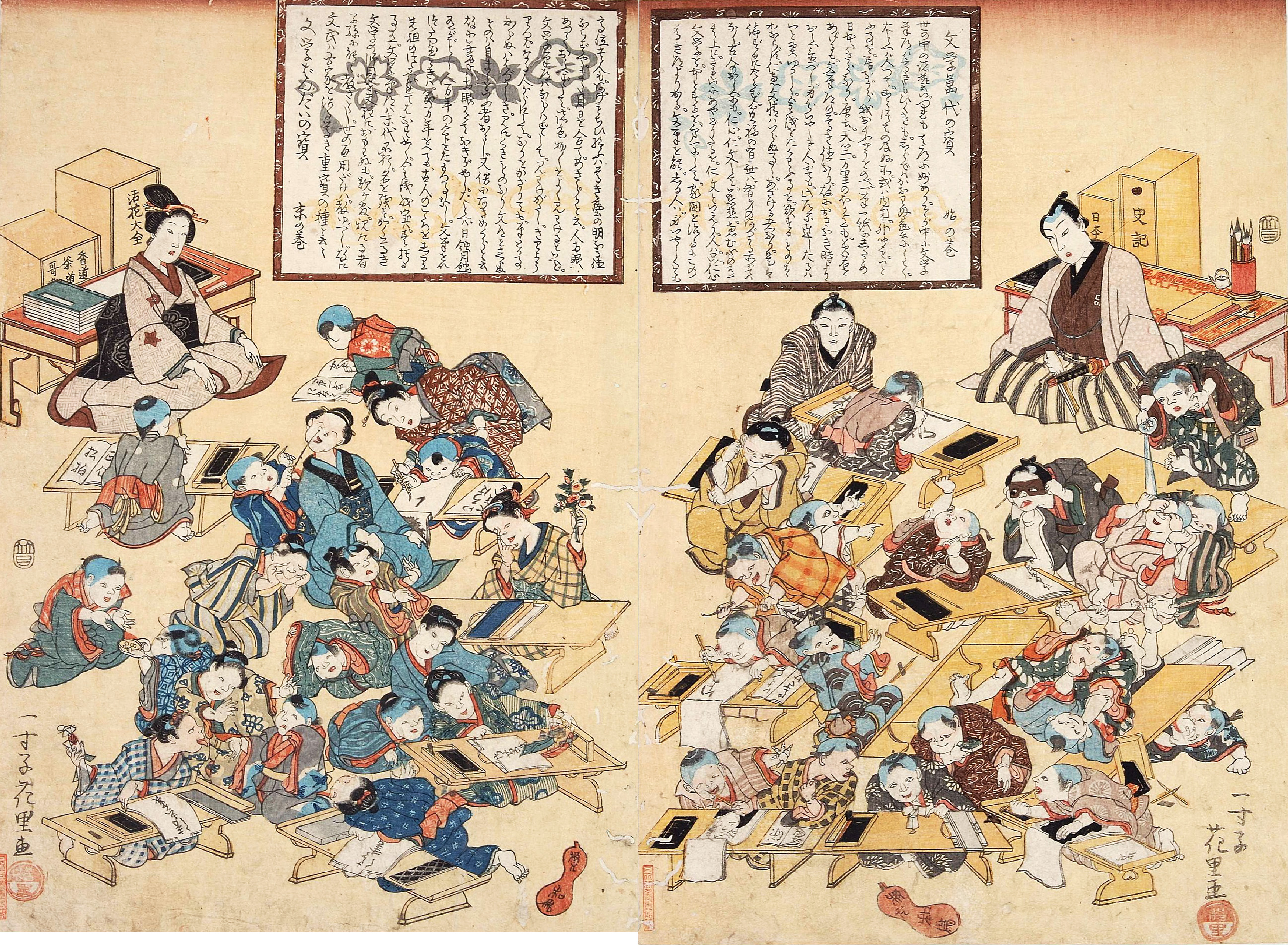
تصویری از تراکویا (مدارس معبد)

اولین شوگون توکوگاوا ایه‌یاسو آموزشگاه‌های کنفوسیوسی را در دامنه‌های خود تأسیس کرد و سایر دایمیوها در حوزه‌های خود نیز از این الگو پیروی کردند و آنچه را که به نام مدرسه هان شناخته می‌شود را تأسیس کردند. در طی یک نسل، تقریباً همه سامورایی‌ها باسواد بودند، زیرا شغل آنها اغلب به دانش مهارت‌های ادبی احتیاج داشت. این آموزشگاه‌ها بیشتر با همکاری و تدریس سامورایی‌ها، همراه با برخی از روحانیون بودایی و شینتو که نئوکنفوسیانیسم و آثار چو هسی نیز آموخته بودند، تشکیل می‌شدند. فراتر از کانجی (حروف چینی)، متون کنفوسیوسی، خوشنویسی، علم حساب پایه و آداب و رسوم، نیز تدریس می‌شد. سامورایی‌ها نیز مهارت‌های مختلف رزمی و نظامی را در این مدارس فرا گرفتند.
چونین‌ها (بازرگانان و صنعتگران شهری) تحت حمایت مدرسه‌های محله‌ای به نام تراکویا (مدارس معبد) بودند. علیرغم واقع شدن این کلاس‌ها در معابد، برنامه درسی تراکویا به جای هنرهای ادبی یا فلسفه، از سواد ابتدایی و ریاضیات تشکیل شده بود. نرخ بالای سواد شهری در دوره ادو به شیوع رمان‌ها و سایر اشکال ادبی کمک کرد. در مناطق شهری، کودکان اغلب توسط سامورایی‌های بدون تخصص در زمینهٔ استادی آموزش داده می‌شدند، در حالی که در مناطق روستایی کاهنان معابد بودایی یا شینتو اغلب این آموزش را انجام می‌دادند. برخلاف شهرها، در روستاهای ژاپن، فقط فرزندان کشاورزان برجسته آموزش می‌دیدند.
در ادو، شوگون‌سالاری چندین مدرسه را تحت حمایت مستقیم خود تأسیس کرد، مهم‌ترین آنها معبد نئو-کنفوسیوسی یوشیماسیدو بود که نه تنها به عنوان یک مکتب برای پرورش نخبگان برای بوروکراسی دولت عمل می‌کرد بلکه همچنین مرکزی بود جهت ایجاد شبکه‌ای از فارغ‌التحصیلان در کل کشور، غیر از یوشیماسیدو مدارس مهم دیگری که مستقیماً در اواخر دوره شوگون‌سالاری اداره می‌شدند شامل واگاکوکودانشو (مؤسسه سخنرانی‌های کلاسیک ژاپنی)، متخصصان در تاریخ و ادبیات داخلی ژاپن بودند، که در ظهور و رشد کوکوگاکو (دانش ملی)، و ایگاکوکان (تحقیقات پزشکی با تمرکز بر طب چینی) تأثیرگذار بودند.
یک تخمین آمار سوادآموزی در ادو نشان می‌دهد که تا یک پنجم مردان و یک ششم زنان می‌توانستند بخوانند. تخمین دیگری بیان می‌کند که ۴۰٪ از مردان و ۱۰٪ از زنان تا پایان دوره ادو باسواد بودند. طبق تخمین دیگری، حدود سال ۱۸۰۰، تقریباً ۱۰۰٪ از طبقه سامورایی و حدود ۵۰٪ تا ۶۰٪ از طبقه «'چونین (صنعتگران و بازرگانان) و طبقه «نومین» (دهقانان) باسواد بودند. برخی از مورخان تا حدی نرخ سواد نسبتاً بالای ژاپن را عامل توسعه سریع آن پس از دوره اصلاحات میجی می‌دانستند.
از آنجایی که نرخ سواد آنقدر بالا بود که بسیاری از مردم عادی می‌توانستند کتاب بخوانند، کتاب‌هایی در ژانرهای مختلف مانند آشپزی، باغبانی، راهنماهای سفر، کتاب‌های هنری، نمایشنامه‌های بونراکو (تئاتر عروسکی)، کیبیوشی (رمان‌های طنز)، شاره‌بون (کتاب‌هایی با موضوع فرهنگ شهری)، کوکه‌ایبون (کتاب‌های کمیک)، نینجوبون (رمان عاشقانه)، یومی‌هون و کوسازوشی منتشر می‌شدند. ۶۰۰ تا ۸۰۰ کتابفروشی اجاره‌ای در ادو وجود داشت و مردم این کتاب‌ها را قرض می‌گرفتند یا می‌خریدند.

### جریان‌های فکری و اعتقادی
در عصر توکوگاوا گوناگونی و رویارویی فکری و اعتقادی فراوان و عمیق در جامعه وجود داشت. از یک طرف دانشمندان مکتب کنفوسیوسی قرار داشتند که تحت تأثیر فرهنگ چین قرار داشتند و از طرف دیگر دانشمندان ملی‌گرای کوکوگاکو که از شینتو و برتری مقام امپراتور دفاع می‌کردند. گروهی دیگر نیز شیفتهٔ فرهنگ غربی بودند و آگاهی را در انتقاد از متن‌های قدیم کنفوسیوسی و ژاپنی جستجو می‌کردند.
از آنجاییکه رهنمودهای مکتب نوکنفوسیوسی در تسلیم و مطیع بودن به مقام‌های حاکم با خواست شوگون‌سالاری توکوگاوا در حفظ نظم و ثبات سیاسی و اجتماعی سازگار بود، مبنای فلسفی و اعتقادی شوگون‌سالاری بیش از همه تحت تأثیر اندیشه‌های این مکتب بود. در خاستگاه اصلی این آیین در چین، تأکید بر وفاداری شخص نسبت به والدین در درجه نخست و پس از آن وفاداری به امیر و فرمانروا قرار داشت اما در تعبیر این آئین در ژاپن در مورد وفاداری به ارباب و فرمانروا بیش از هر چیز دیگری تأکید شد و در درجه نخست جای گرفت و جزئی از آیین‌های جنگی سامورایی]‌ها شد. در اعتقادات اخلاقی کنفوسیوسیِ یک سامورایی، وفاداری به امیر بر هر موضوع دیگری حتی بر وظیفه نسبت به خانواده برتر شمرده می‌شد. کانون اندیشه بوشیدو (راه و رسم سامورایی) در دوره توکوگاوا بر این باور قرار گرفت که یک سامورایی باید در راه ارباب زندگی خود را ایثار کند. عمق وفاداری سامورایی‌ها را می‌توان در فاجعه مرگ چهل و هفت رونین، در راه وفاداری به ارباب یافت. در اواخر دوره ادو این وفاداری بی‌قید و شرط به ارباب کاهش یافت و به تدریج در اثر تغییرات عقیدتی وفاداری نسبت به امپراتور جایگزین آن شد.
در این دوران از همهٔ مردم خواسته شد که به عنوان بودایی در یکی از معابد ثبت‌نام کنند. این نام‌نویسی که در ابتدا برای مشخص کردن مسیحیان انجام می‌شد، اهداف متعددی را برآورده می‌ساخت، از جمله اینکه یک سرشماری به حساب می‌آمد. نقش این معابد از دید حکومت همان کاری بود که پلیس انجام می‌داد. اتباع کشور ژاپن هر چند در این مدت طبق دستور حکومت بودایی شدند، ولی سرزندگی معنوی دینی و علاقه به آموزه‌های اعتقادی در بین آنان کاهش یافت. از تحولات مهم در اوایل دوره توکوگاوا، ظهور مکتب مورخان میتو بود. اعضای این مکتب همهٔ متون ژاپنی را مطالعه می‌کردند و علاقهٔ عمومی به تاریخ ادبیات و ادیان ملی ژاپن را برمی‌انگیختند. در سال ۱۸۲۵ دانشمند مکتب میتو، آیزاوا سیشیسای اصطلاح سوننو جوئی به معنی «حرمت‌گزاری به امپراتور، اخراج اجنبی» را به عنوان نوعی فلسفه سیاسی جدید در اثر خود معرفی کرد که به تدریج در کشور رایج شد.

## دین

### آیین کنفوسیوس
آیین کنفوسیوس در ژاپن به عنوان آیین کنفوسیوس توسعه یافت و فرقه چنگ ژو و مکتب یانگ مینگیسم از اوایل تا اواسط دوره ادو محبوب شدند.

### نئوکنفوسیوس‌گرایی
نئوکنفوسیوس‌گرایی ادو به عنوان ایدئولوژی حاکم بر دوره ادو در نظر گرفته می‌شود، که اغلب در چارچوب نظریه‌های نوسازی تفسیر شده است که رشد نئوکنفوسیوس‌گرایی را در این زمان به عنوان حرکتی به سوی تفکر عقلانی و سکولار در تضاد با دغدغه‌های عمدتاً معنوی و مذهبی بودیسم قرون وسطایی می‌دانند.

### بودایی
در دوره ادو، راهبان به‌طور فعال به مطالعه آموزه‌ها پرداختند و راهبانی مانند سوزوکی شوسان، که یک هاتاموتو بود، تتسوگن دوکو که تریپیتاکا را به تنهایی منتشر کرد، جیون که سانسکریت را مطالعه کرد و از احیای احکام حمایت کرد و هاکوین که به عنوان بنیان‌گذار فرقه رینزای شناخته می‌شود، در زمینه ایمان بودایی فعال بودند. علاوه بر این، ایمان بودایی توده مردم منجر به شکوفایی جشنواره‌هایی مانند نمایشگاه‌های عمومی و جمع‌آوری کمک‌های مالی شد. بسیاری از ادبیات مدرن اولیه بر اساس موعظه‌های بودایی بود و این دین یکی از پایه‌های فرهنگ ادو بود.
در دوره ادو سیستم دانکا تأسیس شد که همه شهروندان را ملزم می‌کرد به صورت خانوادگی عضو یک معبد بودایی شوند و به شوگون‌سالاری اجازه می‌داد حرکات مردم را تقریباً به‌طور کامل در سطح فردی درک و کنترل کند. از آنجایی که اطلاعات شخصی مانند تولد، مرگ، ازدواج، سفر و مهاجرت در معابد جمع‌آوری می‌شد، معابد بودایی برای شوگون‌سالاری به عنوان نهادهای کنترلی ضروری برای حفظ حکومت مهم تلقی می‌شدند همچنین سیستم دانکا به عنوان وسیله‌ای برای جستجو و حذف مسیحیان عمل می‌کرد.

### تجدید حیات شینتو
قرن‌ها می‌گذشت که خاندان سلطنتی در یک گمنامی نسبی باقی‌مانده بود و امپراتوران منزلت چندانی در کشور نداشتند. ادعاهای خاندان سلطنتی سرانجام در معرض دید و قضاوت عموم قرار گرفت و بسیاری از اجزای جامعه در صدد احیای اعادهٔ سلطنتی برآمدند. همچنین احیا و تأکید بر متون باستانی موجب اعادهٔ علاقه و توجه مردم به دین خفتهٔ شینتویی گردید. کتاب نیهون شوکی (نیهون‌گی) با شرح و تفسیر لازم چاپ شد. این وقایع‌نامهٔ تاریخی مربوط به قرن هشتم، نوری بر تاریخ فراموش‌شدهٔ ژاپن انداخت. افسانه‌های مربوط به سرمنشأ الهی امپراتوران ژاپن، مبنای دینیِ اعادهٔ نظام امپراتوری قدیم شد. در بخش آخر دورهٔ شوگون‌سالاری توکوگاوا ناآرامی و نارضایتی مردم از حکومتِ تقریباً ورشکستهٔ شوگونی مشهود بود. دین بودایی که دین حکومتی کشور بود، دستخوش سوء شهرت شده بود و به موازات افزایش علاقهٔ همگانی مردم به دین شینتو، در پایان دورهٔ توکوگاوا، عزت و احترام دین بودایی به پایین‌ترین سطح خود رسید.

### مسیحیت
در طول دوره سنگوکو، گسترش مسیحیت بسیار سریع بود. از سال ۱۶۱۴، زمانی که اخراج دایمیوهای مسیحی آغاز شد، تخمین زده می‌شود که تعداد مؤمنان ژاپنی حداقل ۲۰۰٬۰۰۰ نفر تا حداکثر نیم میلیون نفر بوده است. در آن زمان، جمعیت ژاپن حدود ۱۲ میلیون نفر تخمین زده می‌شد، به این معنی که ۲ تا ۴ درصد از جمعیت مسیحی بودند. پایگاه‌های مبلغان مذهبی در ناگاساکی، فوکوئوکا، اوئیتا، کیوتو و سایر مکان‌ها متمرکز بودند و حدود ۱۰۰ تا ۲۰۰ مبلغ و عضو کلیسا پرتغالی و اسپانیایی در سراسر کشور با ۲۰۰ کلیسا وجود داشتند. برای مثال، ناگاساکی زمانی مانند قلمرو یسوعی‌ها (ژزوئیت‌ها) بود. گسترش مسیحیت در واقع با منافع عمده‌ای مرتبط بود. برای حاکمان ژاپن و جنگ‌سالاران دوره سنگوکو، تجارت با پرتغال و اسپانیا بسیار سودآور بود. با این حال، این امر همیشه با تبلیغ مسیحیت همراه بود.
از قرن پانزدهم تا شانزدهم، پرتغال و اسپانیا مسیرهای دریایی به نقاط مختلف جهان را توسعه دادند و به تجارت گسترده پرداختند، اما این تجارت با فعالیت تبلیغی مسیحیت همراه بود. پاپ الکساندر ششم (دوره پاپی ۱۴۹۲ تا ۱۵۰۳ میلادی) در طی پیمان توردسییاس به پرتغال و اسپانیا اجازه داد تا در ازای گسترش مسیحیت، جهان را بین خود تقسیم کنند. این فرمان هر دو کشور را موظف می‌کرد که در ازای داشتن مستعمراتی در سراسر جهان، مبلغان مذهبی اعزام کنند و کلیساهایی در نقاط مختلف جهان بسازند. این فرمان نقش محوری در فتح دنیای جدید توسط اسپانیا ایفا کرد. این فرمان بیان کرد که هر سرزمینی که مسیحیان در آن ساکن نیستند، برای «کشف»، ادعا و بهره‌برداری توسط حاکمان مسیحی در دسترس است و اعلام کرد که «ایمان کاتولیک و دین مسیحیت باید ارتقا یابد و در همه جا افزایش و گسترش یابد، از سلامت روح مراقبت شود و ملت‌های وحشی سرنگون شده و به ایمان آورده شوند.»
کشتی‌های تجاری پرتغالی و اسپانیایی نیز مبلغان مذهبی را حمل می‌کردند و آنها همیشه برای تبلیغ در سرزمین‌های جدیدی که تجارت را در آنها آغاز می‌کردند، مجوز می‌گرفتند. آنها فقط با سرزمین‌هایی تجارت می‌کردند که به آنها اجازه می‌داد مسیحیت را گسترش دهند. وقتی به ژاپن آمدند، به عنوان شرط تجارت با ژاپن، اجازه تبلیغ مسیحیت را مطالبه کردند. مبلغان یسوعی سعی کردند اربابان فئودال اطراف ناگاساکی را به کیش خود درآورند. در پاسخ، برخی از اربابان فئودال امیدوار بودند که تغییر مذهب به آنها کمک کند تا از حمایت تجاری پرتغال بهره‌مند شوند. تحت حکومت این اربابان فئودال، عموم مردم تحت تأثیر مسیحیت قرار گرفتند و در اوایل قرن هفدهم، ناگاساکی به «روم ژاپن» تبدیل شد.
نویسنده ژاپنی یامائوکا تتسوهیده می‌نویسد: «اگر ژاپن از نظر نظامی ضعیف بود، شکی نیست که مانند امپراتوری آزتک و امپراتوری اینکا تحت سلطه قرار می‌گرفت و مانند سایر ملت‌های «غیر سفید» نابود یا مستعمره می‌شد.»

#### حادثه کشتی مادره د زئوس
محرک ممنوعیت مسیحیت توسط ایه‌یاسو، مشکلی بود که در سال ۱۶۰۹ با پرتغال رخ داد. یک کشتی ژاپنی «کشتی مهر قرمز» (دارای مجوز بازرگانی) در نزدیکی ماکائو با یک کشتی پرتغالی در طی حادثه کشتی مادره د زئوس، دچار مشکل شد و ۶۰ نفر از خدمهٔ ژاپنی آن کشته شدند. در تلافی، ژاپنی‌ها کشتی «مادره دِ دئوس» را که به ناگاساکی رسیده بود، غرق کردند. این سلسله وقایع، که شامل یک پرونده رشوه‌خواری بین مقام‌های شوگون‌سالاری و آریما هارونوبو، ارباب مسیحی قلمرو هیزن (استان ناگاساکی) نیز می‌شد، در روزهای اولیه شوگون‌سالاری ادو به یک رسوایی بزرگ تبدیل شد. در نتیجه این حادثه، در سال ۱۶۱۲، ایه‌یاسو دستوری مبنی بر ممنوعیت مسیحیت در سرزمین‌هایی که مستقیماً تحت کنترل شوگون‌سالاری بودند، صادر کرد. با این حال، این حادثه صرفاً یک عامل محرک بود و ایه‌یاسو منتظر فرصتی برای ممنوعیت مسیحیت بود. او به دنبال حذف خارجی‌ها و همچنین مسیحیان به عنوان تهدیدی برای امنیت ملی بود.

#### ارتباط مسیحیت و افزایش قدرت فئودال‌ها
در زمان، تجارت با نانبان (به معنی دادوستد با بربرهای جنوبی) فقط به معنای آوردن آثار فرهنگی کمیاب غربی نبود؛ زیرا بیشتر کشتی‌های نانبان که به ژاپن می‌آمدند، آذوقه را از بندرهای ماکائو و چین می‌آوردند. در آن زمان، ژاپن قادر به تولید اسلحه بود، اما موادی مانند سرب مورد استفاده در گلوله‌های اسلحه و نیترات پتاسیم، ماده اولیه مهمات، در آن زمان در ژاپن قابل تولید نبودند و ژاپن مجبور بود به واردات از خارج از کشور متکی باشد. بدون تجارت با منطقه نانبان، تهیه مهمات برای تفنگ یا مواد اولیه برای باروت غیرممکن می‌بود. به عبارت دیگر، افزایش تجارت با غرب و گسترش مسیحیت همچنین نشان داد که اربابان فئودال تا چه حد تجهیزات نظامی وارد می‌کردند.
ایه‌یاسو از زمان رسیدن به مقام شوگونی در ژاپن، تلاش کرد تا قدرت نظامی دایمیوهای مختلف را کاهش دهد. در اصل، ساخت یا نوسازی قلعه‌ها ممنوع بود بر طبق و تنها در صورت وجود دلایل خاص توسط شوگون‌سالاری مجاز شمرده می‌شد. علاوه بر این، در سال ۱۶۰۹، ساخت کشتی‌های بزرگتر از ۵۰۰ کوکو ممنوع شد و کشتی‌های بزرگ متعلق به قلمروهای مختلف فئودالی مصادره شدند. در نتیجه، در حالی که تلاش‌هایی برای کاهش قدرت نظامی حوزه‌های مختلف فئودالی انجام می‌شد، تجارت با پرتغال و اسپانیا برای انجام این سیاست بسیار مضر بود. علاوه بر این، پرتغال و اسپانیا اقدامات نظامی نگران‌کننده‌ای انجام می‌دادند. ناگاساکی به چیزی شبیه به یک ملک یسوعی تبدیل شده بود. علاوه بر این، مسیحیان اغلب معابد و زیارتگاه‌های مذاهب دیگر را در سراسر ژاپن ویران می‌کردند. اسپانیا حتی حمله نظامی به ژاپن را نیز در نظر داشت. در آن زمان، ژاپن در دوره سنگوکو بود و اربابان فئودال از قدرت نظامی کافی برای مقاومت در برابر تهاجم برخوردار بودند، بنابراین به سادگی از آن صرف نظر کردند. اگر ژاپن در دوره سنگوکو نبود، ممکن بود مانند سایر کشورهای جنوب شرقی آسیا مورد تهاجم پرتغال یا اسپانیا قرار گیرد. در نظر گرفتن همه این عوامل ممکن است منجر به تصمیم دولت ژاپن به ممنوعیت کامل مسیحیت باشد.
در حدود دهه ۱۶۲۰، شوگون‌سالاری تصمیم گرفت که صرفاً حذف رهبران مذهبی کافی نیست و آنها باید سیاستی برای ریشه‌کن کردن مسیحیت از قلب مردم تدوین کنند. پس از شورش شیمابارا در سال ۱۶۳۷، شوگون‌سالاری با شدت بیشتری مسیحیان را سرکوب کرد و اعدام‌ها و تفتیش‌های همراه با شکنجه انجام داد. فومیئه (پا گذاشتن روی تصاویر)، سیستم ثبت معبد، سیستم مسئولیت گروهی پنج نفره و سیستم پاداش برای خبرچینان از دیگر اقدامات بود. تابلوی اعلاناتی که این فرمان را درج کرده بود. در ماه مه ۱۷۱۱ صادر شد. یک کوساتسو (تابلوی اعلانات چوبی) به ارتفاع ۴۲٫۵ سانتی‌متر و عرض ۷۰ سانتی‌متر که این قانون در آن درج و به نمایش عمون گذاشته شده بود، امروزه در موزه تاریخ استان گیفو نگهداری می‌شود. در این قانون آمده است که به کسانی که خود را مسیحی معرفی کنند، مانند مبلغان مذهبی و کسانی که به دین خود بازگشته‌اند، پاداش داده خواهد شد، اما اگر هویت خود را پنهان کنند، رئیس و حتی گروه پنج نفره مجازات خواهند شد. این اطلاعیه‌ها در تابلوهای اعلانات روستاها در سراسر کشور نصب شدند تا روستاییان همیشه آنها را ببینند. کوساتسو در آن زمان مکانی برای اطلاع‌رسانی از سوی دولت بود و اعتبار زیادی داشت. حتی پس از دوران اصلاحات میجی، دولت جدید این ممنوعیت را ادامه داد، اما به دلیل انتقاد سایر کشورها، این اطلاعیه‌ها در سال ۱۸۷۳ برداشته شدند.

## هنر، فرهنگ و سرگرمی

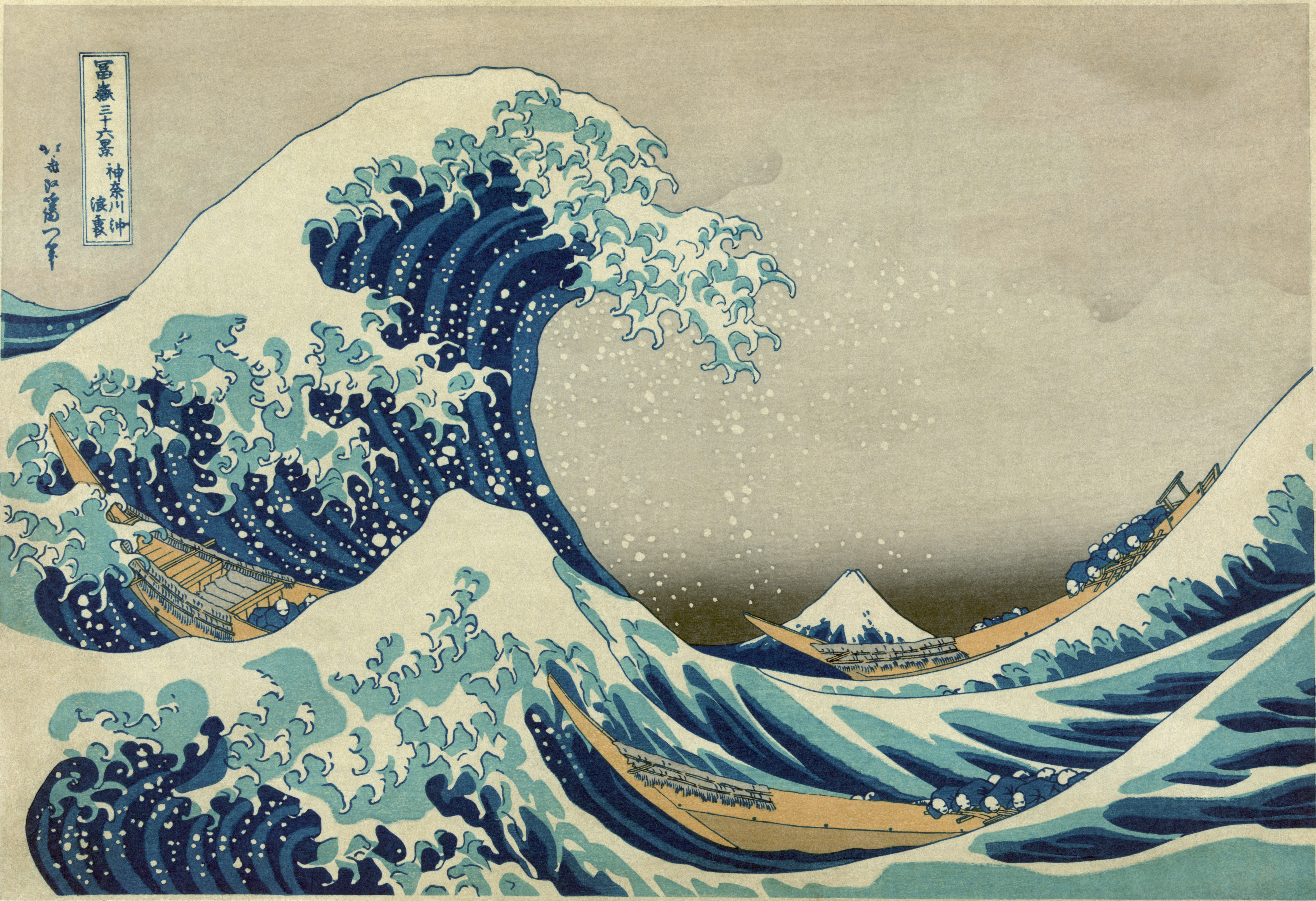
موج بزرگ کاناگاوا از هوکوسای ۱۷۶۰–۱۸۴۹ میلادی

در این دوران برای نخستین بار جماعت شهرنشین قادر به حمایت از فرهنگ عمومی بودند. تلاش آنان برای لذت بردن از زندگی تحت نام اوکی‌یو (جهان گذران) شناخته می‌شد. نقاشی‌های باسمه‌ای یا اوکی‌یوئه (نقاشی جهان گذران) که نام‌های مشهوری چون هیروشیگه، هوکوسای و کونی‌یوشی آن را نمایندگی می‌کردند، در این دوران پیشرفت زیادی کرد. تئاتر کابوکی در این دوره متولد شد و ماتسوئو باشو، هایکوسرای برجسته ژاپنی، شعرهای خود را در این روزگار سرود.
بی‌توجهی به آداب و رسوم فئودالی و دینی در اواسط و اواخر دوران شوگون‌سالاری توکوگاوا در میان طبقات پایین مردم به شدت رواج داشت. در دوره ادو زندگی شهری، به ویژه در شهرهای ادو و اوساکا عنصر جدیدی برای فرهنگ ژاپن فراهم آورد - عنصری از جاروجنجال و غوغا و رنگ که هیچ شباهتی با دنیای پر از قیود اشراف سنتی نداشت و از بخشی از مردم برخاسته بود که می‌توان با صفت تازه به دوران رسیده، آنان را توصیف کرد. این بخش بیشتر بازرگانان و خانواده‌های ایشان را شامل می‌شد. آنان برای برآوردن هوس‌های خود فرهنگی را پدیدآوردند که اوکی‌یو یعنی «دنیای مواج» نامیده شد و شامل لذت‌های زودگذر، تماشاخانه‌ها، رستوران‌ها، محل‌های کشتی‌گیری، عشرتکده‌ها با انبوه بازیگران، رقاصان، آوازه‌خانان، قصه‌سرایان، بذله‌گویان، روسپیان، دختران گرمابه بود که کسانی که توان مالی داشتند مانند تاجران و سامورایی‌ها و اربابان آنان در این جهان پرسه می‌زدند. در این زمان بیشتر ادبیات و هنر با این جهان مربوط بود.
در این دوره عملاً جامعه در پی دو چیز بود؛ شهوت و پول. نوعی کتاب‌های داستانی جدید رایج شد با نام اوکی‌یو-زوشی که می‌تواند به معنای «داستانهای جهان فانی» باشد. موضوع غالب این داستان‌ها خوشگذرانی، عیّاشی و خودکشی‌های عاشقانه است. این نوع داستان‌ها به شدّت در اجتماع به خصوص در شهر اوساکا طرفدار پیدا کرد و به تیراژ بالا چاپ شد.
مشهورترین داستان‌نویس دوره ادو ایهارا سایکاکو بود. زمینهٔ داستان‌های او زندگی مردم طبقهٔ متوسط است و مادی گرایی این زندگی و شوق و شوری که برای لذت‌جویی دارند با واقع بینی تصویر شده است. شخصیت‌های رمان‌های ایهارا سایکاکو بیشتر جوان‌های تن‌آسا و هوسران، کاسب‌کارانی که جز به پول به چیز دیگری فکر نمی‌کنند، زنان سست و بی‌بند و بار، آدم‌های ساده، و نیز کاهنانی متظاهر و دورو هستند. برخلاف وی داستان‌نویس دیگری به نام تاکیزاوا باکین در اواخر دوره ادو به روحیه و اخلاقیات سامورایی‌ها پرداخت و کتاب‌های بسیاری در مورد منش و خصال رزمندگان نوشت.

### مد

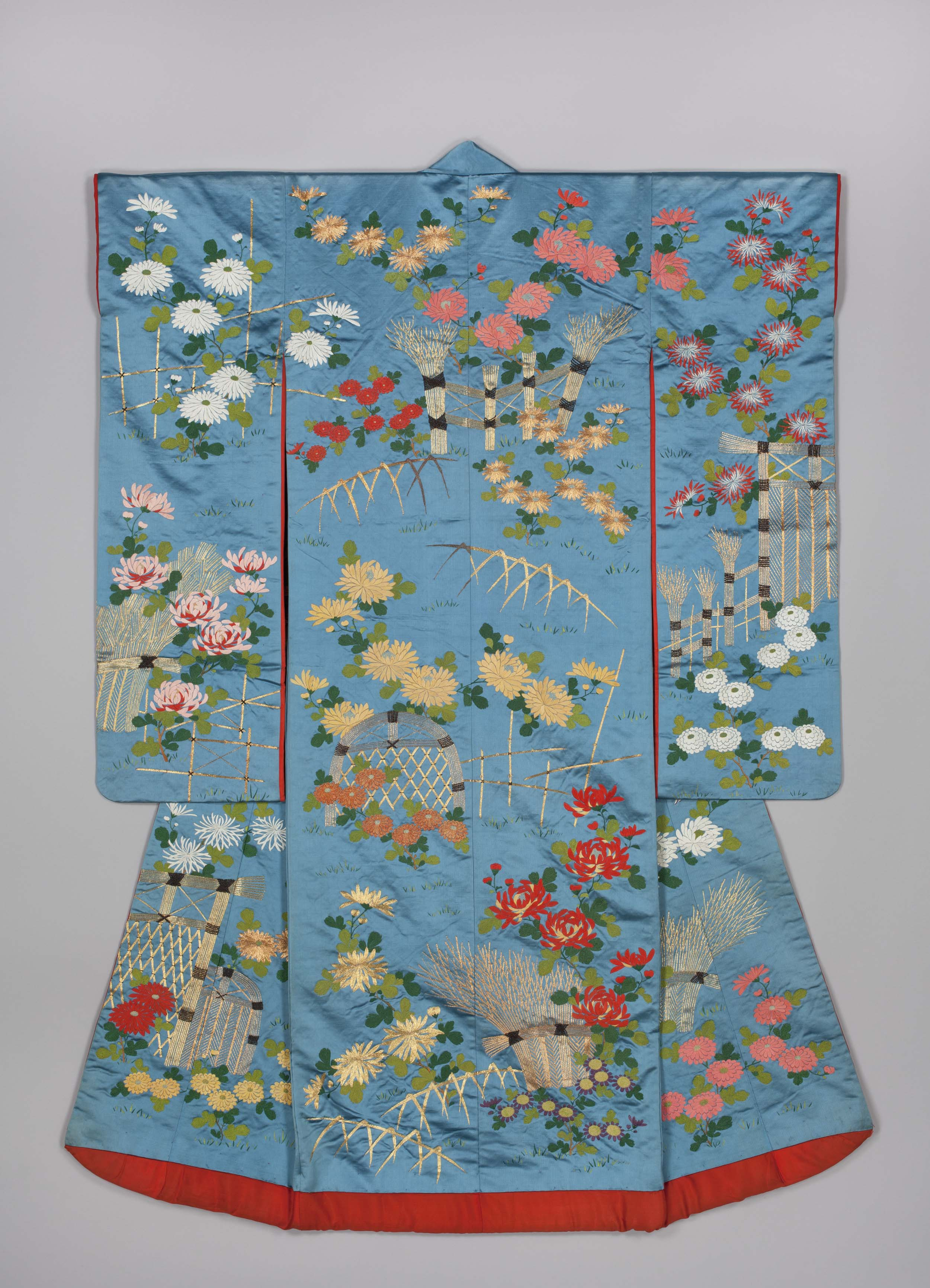
نمونه ای از یک کیمونو در دوره ادو

لباس‌ها طیف گسترده‌ای از طرح‌ها و تکنیک‌های تزئینی را به خود گرفتند، به خصوص برای کیمونو که توسط زنان پوشیده می‌شد. مصرف‌کنندگان اصلی کیمونو سامورایی‌ها بودند که از لباس‌های مجلل و سایر تجملات مادی برای نشان دادن جایگاه خود در رأس نظم اجتماعی استفاده می‌کردند. با توجه به این تقاضا، صنعت نساجی رشد کرد و از روش‌های پیچیده بافتن، رنگرزی و گل‌دوزی استفاده شد.] در این دوره، زنان از رنگ‌های روشن و طرح‌های جسورانه تری استفاده می‌کردند، در حالی که کیمونوی زنانه و مردانه بسیار شبیه به هم بود. ظهور یک طبقه بازرگان (بورژوازی) به تقاضای بیشتر برای لباس‌های ظریف دامن زد. در حالی که کیمونوی معمولی معمولاً توسط زنان در خانه ایجاد می‌شد، کیمونوی ابریشمی مجلل توسط هنرمندان متخصص و معمولاً مرد طراحی و ساخته می‌شد.
نوعی کیمونو مخصوص نخبگان نظامی «گوشودوکی» یا «سبک درباریان قصر» بود که در محل سکونت یک رهبر نظامی (شوگون یا دایمیو) استفاده می‌شد. این لباس‌ها شامل صحنه‌های منظره بودند که در میان آنها نقوش دیگری نیز وجود داشت که معمولاً به ادبیات کلاسیک اشاره داشتند. مردان سامورایی با طرح کم‌رنگ‌تری با طرح‌های هندسی در اطراف کمر لباس می‌پوشیدند. «یوگی»، یا کیمونوی مخصوص خواب، معمولاً نخی بود طرح‌های ساده داشت.
سبکی به نام «تسوما مویو» دارای تزئینات غنی از کمر به پایین، و نشانه‌های خانوادگی بر روی گردن و شانه‌ها بود. این لباس‌ها توسط زنان طبقه بازرگان پوشیده می‌شدند. کیمونوی زنان طبقه بازرگان نسبت به سامورایی‌ها فرومایه تر بودند، اما همچنان از رنگ‌های جسورانه و طرح‌های نمایانگر طبیعت استفاده می‌شد.
قرمز یکی از رنگ‌های محبوب زنان ثروتمند بود، بخشی به دلیل ارتباط فرهنگی با جوانی و عشق، و بخشی به این دلیل که رنگ قرمز، از گلرنگ مشتق می‌شد و بسیار گران بود، بنابراین یک لباس قرمز روشن، به نمایش گذاشتن ثروت بود. پارچه‌های هندی، که توسط واردکنندگان هلندی به ژاپن آورده شد، با شور و اشتیاق پذیرفته شدند و کاربردهای زیادی پیدا کرده بود. طراحان ژاپنی شروع به چاپ طرح‌هایی کردند که تحت تأثیر الگوهای هندی بود. برخی از لباس‌ها از پارچه وارداتی از انگلیس یا فرانسه استفاده می‌کردند. در اختیار داشتن این منسوجات عجیب و غریب به معنای ثروت و سلیقه بود، اما مردم آنها را به عنوان لباس زیر می‌پوشیدند که طرح‌های آن دیده نشوند.
اینرو و نتسوکه به عنوان لوازم جانبی در میان مردان محبوب شدند. در ابتدا، اینرو یک محفظه قابل حمل برای قرار دادن مهر یا دارو بود، و نتسوکه یک اتصال‌دهنده به کیف بود، و هر دو ابزار کاربردی بودند. با این حال، از اواسط دوره ادو، محصولات با ارزش هنری بالا ظاهر و به عنوان لوازم جانبی مردانه محبوب شدند. به ویژه بازرگانان سامورایی و ثروتمند برای خرید اینرو با ارزش هنری بالا رقابت می‌کردند. در پایان دوره ادو، ارزش هنری اینرو افزایش بیشتری یافت و به عنوان یک مجموعه هنری شناخته شد.

مد
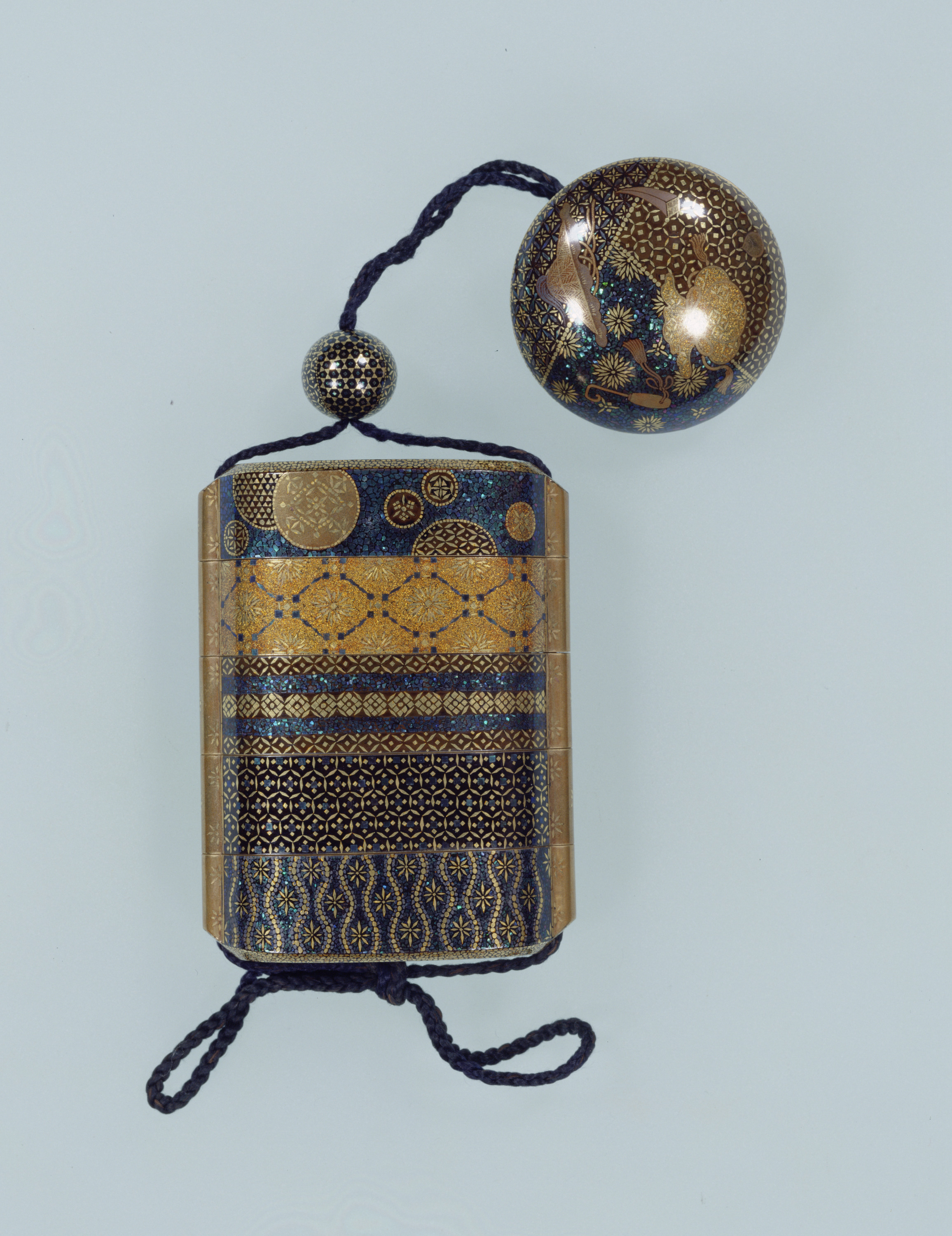
اینرو و نتسوکه (به شکل مدور)،  قرن نوزدهم،  موزه ملی توکیو
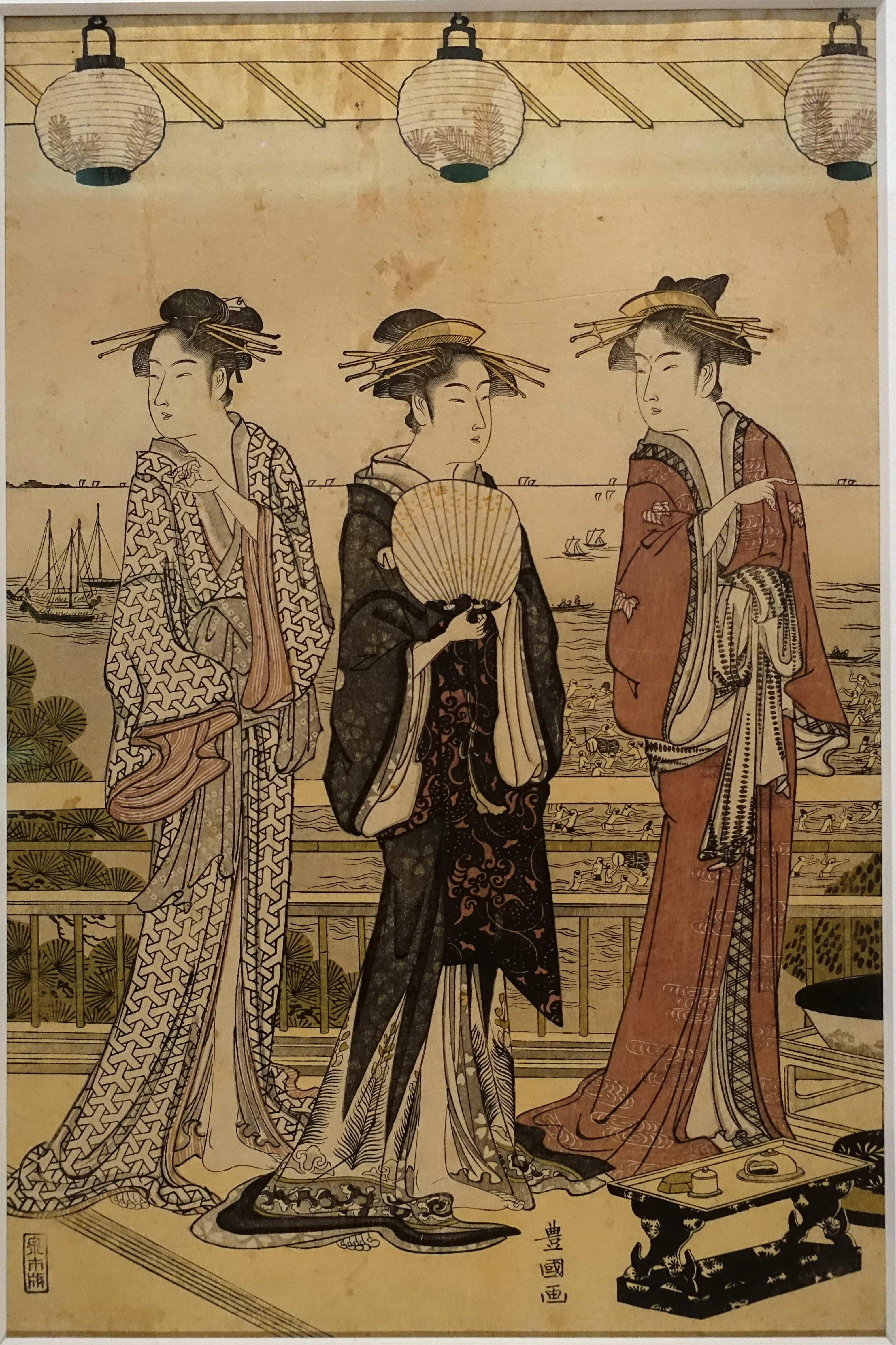
مد زنان در قرن هفدهم

## حادثه‌های بزرگ دوره ادو
رویدادهای مهم دوره ادو به شرح زیر است:
| امپراتور                | سال (میلادی) | رویدادها |
| امپراتور گومیزونو       | ۱۶۰۳ | توکوگاوا ایه‌یاسو به عنوان شوگون منصوب شد و شوگون‌سالاری توکوگاوا را تأسیس کرد. |
| امپراتور گومیزونو       | ۱۶۰۵ | توکوگاوا ایه‌یاسو موقعیت شوگون را به پسرش توکوگاوا هیده‌تادا سپرد. |
| امپراتور گومیزونو       | ۱۶۱۳ | ممنوعیت سراسری مسیحیت صادر شد و مسیحیت سرکوب شد. |
| امپراتور گومیزونو       | ۱۶۱۴ | نبرد بین نیروهای توکوگاوا و تویوتومی، که به محاصره زمستانی اوساکا معروف است، آغاز می‌شود. |
| امپراتور گومیزونو       | ۱۶۱۵ | خاندان تویوتومی در محاصره تابستانی اوساکا نابود شد. تصویب قوانین طبقه سامورایی قوانین دربار امپراتوری و اشراف فرمان یک ملک اربابی یک قلعه |
| امپراتور گومیزونو       | ۱۶۱۶ | پهلوگرفتن کشتی‌های اروپایی محدود به ناگاساکی و هیرادو شد. |
| امپراتور گومیزونو       | ۱۶۲۳ | توکوگاوا ایه‌میتسو سومین شوگون شد. |
| امپراتور گومیزونو       | ۱۶۲۴ | ورود کشتی‌های اسپانیایی ممنوع شد. |
| امپراتریس میشو          | ۱۶۳۳ | آغاز ساکوکو یا قطع ارتباط ژاپن با کشورهای خارجی. کسانی که نامه از بزرگان نداشتند، از سفر به خارج از کشور منع شدند. |
| امپراتریس میشو          | ۱۶۳۵ | قوانین مختلف حاکم بر طبقه سامورایی مورد بازنگری قرار گرفت. سانکین کوتای (حضور متناوب) اجباری شد. |
| امپراتریس میشو          | ۱۶۳۸ | شورش شیمابارا توسط دهقانان و مسیحیان رخ داد. |
| امپراتریس میشو          | ۱۶۳۹ | ورود کشتی‌های پرتغالی ممنوع شد. ممنوعیت قطعی تجارت با پرتغال به عنوان نتیجه شورش شیمابارا و سرزنش توطئه کاتولیک‌ها. |
| امپراتریس میشو          | ۱۶۴۱ | پست تجاری هلند در هیرادو به دجیما در ناگاساکی منتقل شد. |
| امپراتریس میشو          | ۱۶۴۲ | قحطی بزرگ کانئی یکی از چهار قحطی بزرگ دوره ادو رخ داد. مرگ‌های ناشی از گرسنگی بین ۵۰٬۰۰۰ تا ۱۰۰٬۰۰۰ نفر در نظر گرفته شده است. |
| امپراتور گو-کومیو       | ۱۶۵۱ | توکوگاوا ایه‌تسونا چهارمین شوگون شد. |
| امپراتور گو-سای         | ۱۶۵۷ | آتش‌سوزی بزرگ می‌رکی (مِی‌رِکی نو دای‌کا) رخ داد. بیشتر از نیمی از شهر و قسمت‌هایی از قلعه ادو در اثر این آتش‌سوزی از بین رفت. تعداد کشته‌شدگان ۱۰۷٬۰۰۰ هزار نفر برآورد می‌شود. این آتش‌سوزی به عنوان یکی از سه آتش‌سوزی بزرگ جهان و بزرگ‌ترین آتش‌سوزی در تاریخ ژاپن شناخته می‌شود. |
| امپراتور ریگن           | ۱۶۶۹ | شورش شاکوشاین بین قوم آینو و خاندان ماتسومائه درگرفت. |
| ۱۶۸۰                    | توکوگاوا تسونایوشی پنجمین شوگون شد. | |
| امپراتور هیگاشی‌یاما     | ۱۶۸۷ | فرمان شفقت نسبت به موجودات زنده صادر می‌شود. |
| ۱۷۰۲                    | حادثه آکو (انتقام چهل و هفت رونین) رخ می‌دهد. | |
| امپراتور ناکامیکادو     | ۱۷۰۹ | توکوگاوا ایه‌نوبو ششمین شوگون شد. حکومت شوتوکو با محوریت آرای هاکوسکی آغاز می‌شود. |
| ۱۷۱۳                    | توکوگاوا ایه‌تسوگو هفتمین شوگون شد. | |
| امپراتور ساکوراماچی     | ۱۷۱۶ | توکوگاوا یوشیمونه هشتمین شوگون شد. اصلاحات کیوهو آغاز شد. |
| ۱۷۳۲                    | قحطی بزرگ کیوهو رخ داد و تا یکسال ادامه داشت. | |
| امپراتور موموزونو       | ۱۷۴۵ | توکوگاوا ایه‌شیگه نهمین شوگون شد. |
| امپراتریس گو-ساکوراماچی | ۱۷۶۰ | توکوگاوا ایه‌هارو دهمین شوگون شد. |
| امپراتور گو-موموزونو    | ۱۷۶۷ | از این سال تا حدود سال ۱۷۸۶، تانوما اوکیتسوگو، مشاور ارشد شوگون دهم، قدرت سیاسی واقعی را در دست داشت. |
| امپراتور کوکاکو         | ۱۷۸۲ | قحطی بزرگ تنمی یکی از چهار قحطی بزرگ دوره ادو رخ داد که ۵ سال ادامه داشت و منجر به کاهش جمعیت حدود یک میلیون نفر در سراسر ژاپن شد. |
| ۱۷۸۷                    | توکوگاوا ایه‌ناری یازدهمین شوگون شد. ماتسودایرا سادانوبو اصلاحات کانسی، از جمله دستور ترک کمک‌های مالی و ممنوعیت آموزش‌های انحرافی کانسی را تا سال ۱۷۹۳ اجرا کرد. | |
| ۱۷۹۲                    | کشتی روسی آدام لاکسمن به نمورو، هوکایدو رسید و درخواست تجارت می‌کند. | |
| امپراتور نینکو          | ۱۸۰۴ | کشتی روسی نیکلای رزانوف به ناگاساکی رسید و دوباره درخواست تجارت کرد. |
| ۱۸۰۸                    | کشتی فایتون از بریتانیا به ناگاساکی رسید. از آن به بعد، کشتی‌های بریتانیایی مرتباً از ژاپن بازدید می‌کردند. | |
| ۱۸۲۱                    | «نقشه کامل مناطق ساحلی ژاپن» تکمیل شد. 大日本沿海輿地全図 | |
| ۱۸۲۵                    | شوگون‌سالاری دستور دفع کشتی‌های خارجی را صادر کرد. | |
| ۱۸۲۸                    | حادثه زیبلد رخ داد. فیلیپ فرانتس فن زیبلد دستگیر و متعاقباً از کشور اخراج شد. | |
| ۱۸۳۳                    | قحطی تنپو رخ داد که به مدت ۴ سال ادامه داشت. | |
| ۱۸۳۷                    | شورش اوشیئو هیهاچیرو رخ می‌دهد. توکوگاوا ایه‌یوشی دوازدهمین شوگون شد. حادثه موریسون رخ می‌دهد. | |
| ۱۸۳۹                    | در جریان حادثه بانشو نو گوکو (به معنی کیفرخواست جامعه برای مطالعات غربی)، محققان مطالعات هلندی مانند تاکانو چوئی و واتانابه کازان دستگیر و مجازات شدند. | |
| ۱۸۴۰                    | جنگ نخست تریاک بین دودمان چینگ و بریتانیا آغاز شد. | |
| ۱۸۴۱                    | تا سال ۱۸۴۳ میزونو تاداکونی اصلاحات تمپو (از جمله فرمان صرفه‌جویی و انحلال انجمن‌های سهام) را اجرا کرد. | |
| امپراتور کومی           | ۱۸۵۳ | ناخدا متیو پری آمریکایی با چهار کشتی وارد خلیج توکیو شد و ژاپن را تحت فشار قرار داد تا بندرها خود را بر روی بازرگانان خارجی باز کند. وارد شدن نماینده روسیه، یفیمی پوتیاتین به ناگاساکی، توکوگاوا ایه‌سادا سیزدهمین شوگون شد.                                          |
| ۱۸۵۴                    | بازگشت مجدد ناخدا متیو پری آمریکایی با ۹ کشتی امضای عهدنامه کاناگاوا بین دو کشور آمریکا و ژاپن و پایان دوران ساکوکو یا سیاست درهای بسته بعد از حدود ۲ قرن طبق عهدنامه دوستی انگلیس-ژاپن با کشور انگلستان بندرهای ناگاساکی و هاکوداته جهت استفاده در اختیار کشتی‌های این کشور قرار گرفت. وقوع اولین زلزله بزرگ آنسی | |
| ۱۸۵۵                    | ماه فوریه: بسته شدن عهدنامه شیمودا با روسیه | |
| ۱۸۵۶                    | اولین سر کنسول آمریکا تاونسند هریس وارد بندر شیمودا در ژاپن شد. | |
| ۱۸۵۸                    | انعقاد قراردادهای آنسی، ۲۹ ماه ژوئیه، عهدنامه دوستی و تجارت بین ایالات متحده آمریکا و ژاپن (عهدنامه هریس) ۱۸ ماه اوت، انعقاد عهدنامه دوستی و تجارت بین ژاپن و هلند ۱۹ ماه اوت، انعقاد عهدنامه دوستی و تجارت بین ژاپن و روسیه ۲۶ ماه اوت، انعقاد عهدنامه دوستی و تجارت بین ژاپن و پادشاهی متحد بریتانیای کبیر و ایرلند ۹ ماه اکتبر، انعقاد عهدنامه دوستی و تجارت بین فرانسه و ژاپن آغاز تصفیه آنسی و دستگیری مخالفان تجارت خارجی انتصاب توکوگاوا ایه‌موچی به عنوان شوگون چهاردهم | |
| ۱۸۵۹                    | اعدام یوشیدا شواین و هاشیموتو سانای به جرم مخالفت با سیاست خارجی | |
| ۱۸۶۰                    | عازم شدن کاتسو کایشو با کشتی کارین مارو به آمریکا حادثه ساکورادامون (۱۸۶۰) ترور ای نائوسوکه مشاور ارشد شوگون | |
| ۱۸۶۱                    | حادثه تسوشیما حادثه معبد توزن (حمله به اعضای سفارت انگلستان) | |
| ۱۸۶۲                    | ازدواج شوگون چهاردهم با شاهدخت کازو وقوع حادثه ناماموگی (کشته شدن تاجر انگلیسی توسط سامورایی‌های قلمرو ساتسوما) ترور یوشیدا تویو توسط اعضای گروه توسا کیننو | |
| ۱۸۶۳                    | تشکیل شین‌سن‌گومی جهت سرکوب مخالفان شوگون‌سالاری توکوگاوا وقوع تغییر سیاسی روز هیجدهم ماه هشت و بیرون راندن افراد قلمرو چوشو از دنیای سیاست در پایتخت ۱۱ مارس صدور فرمان اخراج اجنبی‌ها توسط امپراتور کُومِی جنگ شیمونوسکی (درگیری بین قلمرو چوشو و نیروهای چهار کشور متحد خارجی) در بمباران کاگوشیما، نیروی دریایی پادشاهی بریتانیا در قلمرو ساتسوما از ساحل هدف قرار گرفته و چند کشتی در این حمله آتش گرفت. در تلافی این حمله شهر کاگوشیما هدف بمباران قرار گرفت. | |
| ۱۸۶۴                    | ماه مه آغاز شورش میتو دیدار و گفتگوی ساکاموتو ریوما با سایگو تاکاموری به عنوان فرستاده از طرف کاتسو کایشو ۸ ژوئیه حادثه ایکه‌دایا حمله اعضای شین‌سن‌گومی به مخالفان شوگون‌سالاری توکوگاوا در کیوتو وقوع حادثه کینمون و درگیری نظامی بین قلمرو چوشو و قلمرو ساتسوما و چند قلمرو دیگر در کیوتو | |
| امپراتور میجی           | ۱۸۶۵ | تشکیل کایئنتای توسط ساکاموتو ریوما در بندر ناگاساکی |
| ۱۸۶۶                    | مرگ شوگون چهاردهم برقراری اتحاد ساتچو مابین قلمرو ساتسوما و قلمرو چوشو منصوب شدن توکوگاوا یوشینوبو به عنوان شوگون پانزدهم دومین اردوکشی چوشو | |
| ۱۸۶۷                    | تشکیل مجمع شیکو نوشتن هشت طرح از درون کشتی و بازنویسی آن به عنوان هشت اصل کلی دولت جدید توسط ساکاموتو ریوما پیشنهاد تایسی هوکان (واگذاری قدرت به امپراتور) از طرف قلمرو توسا به شوگون پانزدهم برقراری پیمان ساتسودو ۹ نوامبر، تایسی هوکان، بازپس‌گیری قدرت از پانزدهمین شوگون از شوگون‌سالاری توکوگاوا، توکوگاوا یوشینوبو و انتقال آن به امپراتور میجی ۱۰ دسامبر، ترور ساکاموتو ریوما | |
| ۱۸۶۸                    | صدور فرمان احیای سلطنت (ژاپن)، در جلسه کوگوشو، آخرین شوگون، توکوگاوا یوشی‌نوبو از تمامی مناصب خود خلع شد. ۲۷ ژانویه نبرد توبا–فوشیمی اولین نبرد از سلسله نبردهای معروف به جنگ بوشین بین طرفداران حکومت شوگونی با طرفداران امپراتور درگرفت. ۶ آوریل سوگندنامه پنج‌ماده‌ای توسط امپراتور میجی انجام شد. ۱ مه امپراتور میجی در کیوتو، تسخیر بدون جنگ ادو را اعلام کرد. چیکاکو، شاهدخت کازو (همسر شوگون چهاردهم)، قلعه ادو را ترک کرد. ۲ مه تنشو-این (همسر شوگون سیزدهم)، قلعه ادو را به قصد اقامت در منزل شوگون پانزدهم ترک کرد. اواوکو یا حرمسرای قلعه ادو تخلیه و برای همیشه بسته شد. ۳ مه قلعه ادو واگذار شد ۲۳ سپتامبر تغییر مبداً گاهشماری از کیئو به دوره میجی ۳ اوت تغییر نام ادو به توکیو به معنای «پایتخت شرقی» | |